# 阪急8000系電車
阪急8000系電車（はんきゅう8000けいでんしゃ）は、阪急電鉄（阪急）が1988年（昭和63年）に導入した、神戸線・宝塚線（総称神宝線）向けの通勤形電車である。
編成単位は、梅田方先頭車+F（Formation=編成の略）を編成名として記述（例：8000以下8両編成=8000F、8035以下2両編成=8035F）する。

## 概要
1987年（昭和62年）に阪急電鉄の創立80周年を迎え、1990年（平成2年）には営業開始80周年を迎えるのを機に、7000系の後継としてVVVFインバータ制御を採用して開発された新形式である。京都線にも本形式をベースとした8300系が導入された。
本系列落成後、2000年代前半までは、それまでの阪急の看板車両であった6300系と入れ替わる形で同社の広報誌や時刻表などの表紙を飾るなど、自社発行の数々の広報誌に看板車両としてこの8000系が掲載されていた。
企画段階では、側窓の連続窓化や、車体の下半分を白とグレー（もしくはシルバー）にするなど、大胆なイメージチェンジも検討されていた。車体についても、無塗装と軽量化による経済性で有利なステンレス車体の案も論議されたが、平滑な外板にマルーンの塗装とすることへのこだわりに加えて、廃車時のアルミ合金の回収方法次第でステンレスに見合う経済性を見込めるとして、従来のアルミ車体が踏襲された。

## 車両概説

### 車体

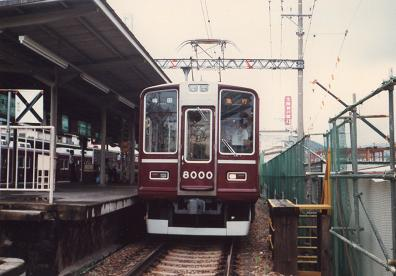
飾り帯つき時代の8000系
（地上駅時代の宝塚駅にて）

車体は7000系をベースとしたアルミ製である。車体外板幅は7000系アルミ車と同じ2,730 mm、車体長は連結面間を変更せず100 mm伸ばし、中間車が18,400 mm、先頭車で18,480 mmとした。当初は京都線7300系で確立した統一寸法の採用を検討したが、中津駅で神戸線上り線と宝塚線下り線の線路間隔が確保できず、拡張も困難なことから断念された。
正面のデザインは従来の阪急車両と比較して大幅に変更され、縁が一段飛び出した「額縁スタイル」と呼ばれるものとなった。このスタイルはワシントンメトロとソウル地下鉄に影響を受けている。窓は上方に拡大して行先表示幕を取り込み、貫通扉と仕切り扉の窓は下方に拡大して、背の低い子供でも展望が容易になった。灯具は角型のものが採用となり、また標識灯周りにも銀色の装飾が施され、全体的に角張った印象となった。
外部塗装は、それまで6300系のみに採用されていた「屋根肩部分のアイボリー色塗り分け」が採用され、屋根肩の塗り分けはのちに7000系以前の系列にも波及した。
側窓は上下に50 mmずつ拡大され、客用側扉に隣接する窓はパワーウインドウの採用でスイッチによる自動開閉が可能となり、その他は固定窓となっている。8004F以降は固定窓に複層ガラスを採用し、結露の防止を図っている。側面扉の高さも20 mm高くなり、1,870 mmとなった。

### 内装
車内は化粧板の木目の色調が若干濃くなり、マホガニー本来の雰囲気に近付けられた。各車1箇所に車椅子スペースが設けられ、連結部には照明が設置された。
1989年（平成元年）から1992年（平成4年）に製造の8002F - 8007Fは、神戸・宝塚寄り2両がセミクロスシート車として製造された。座席は扉間が2人掛け×4脚×2列で、中央2列が転換式クロスシートとなった、なおクロスシート部分は座席の数に対して窓が3つのままであるため窓割りと合っていない。神戸線では1959年（昭和34年）にロングシート化された810系以来30年ぶり、宝塚線では開業以来初めてのクロスシート車となったが、乗客からの評判は（特に神戸線で）今ひとつであったという。

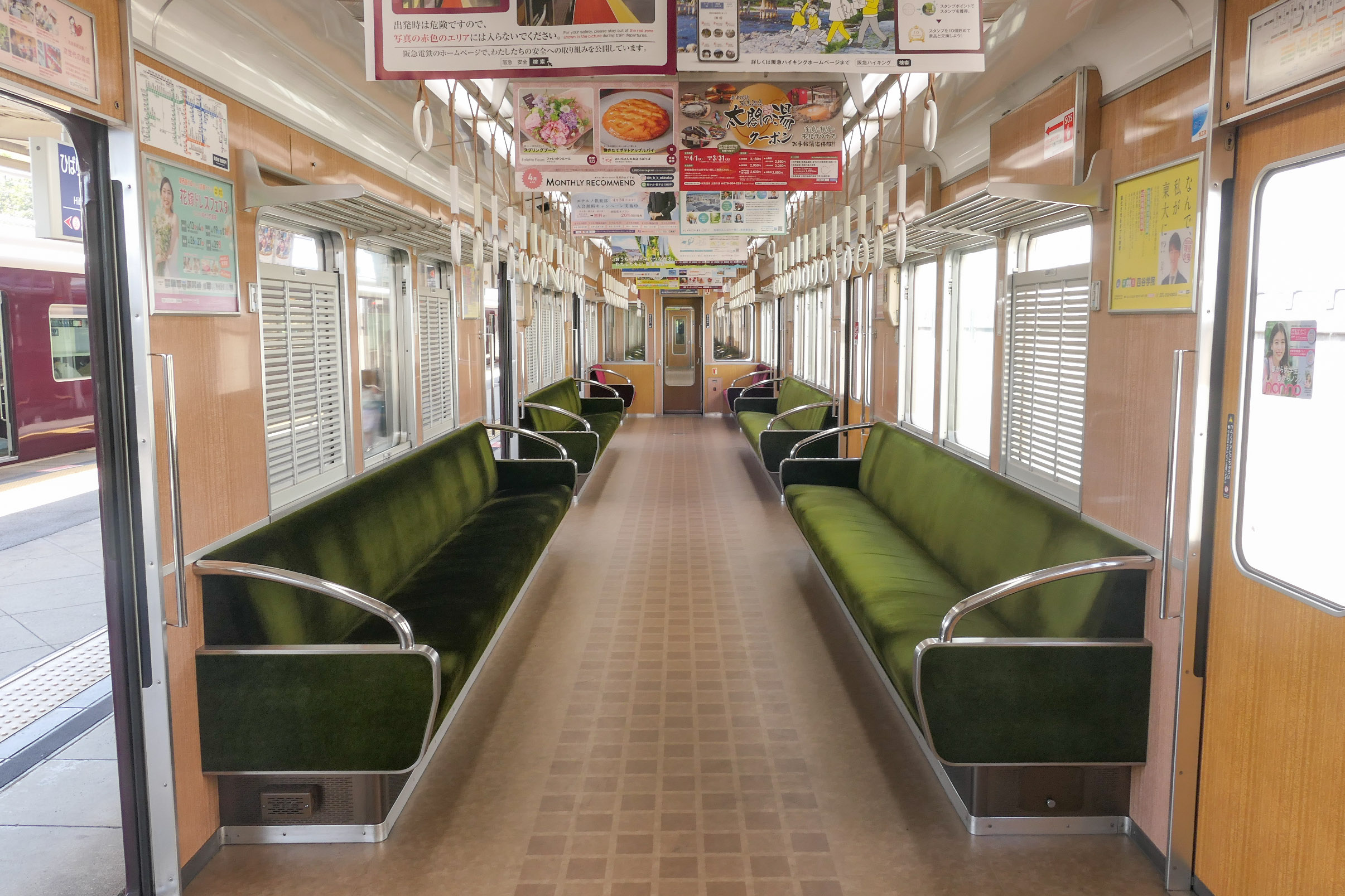
車内（ロングシート）
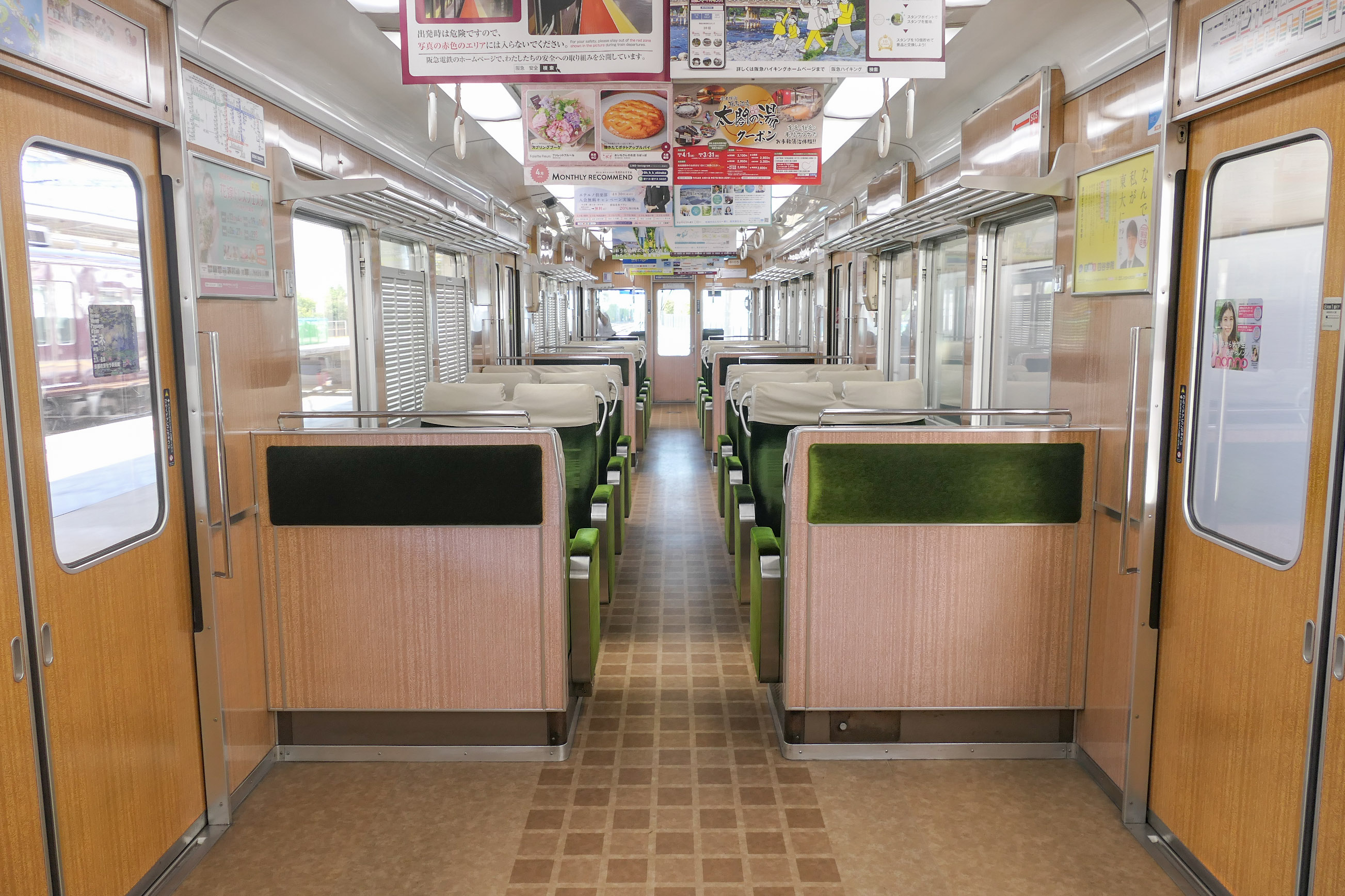
車内（クロスシート）
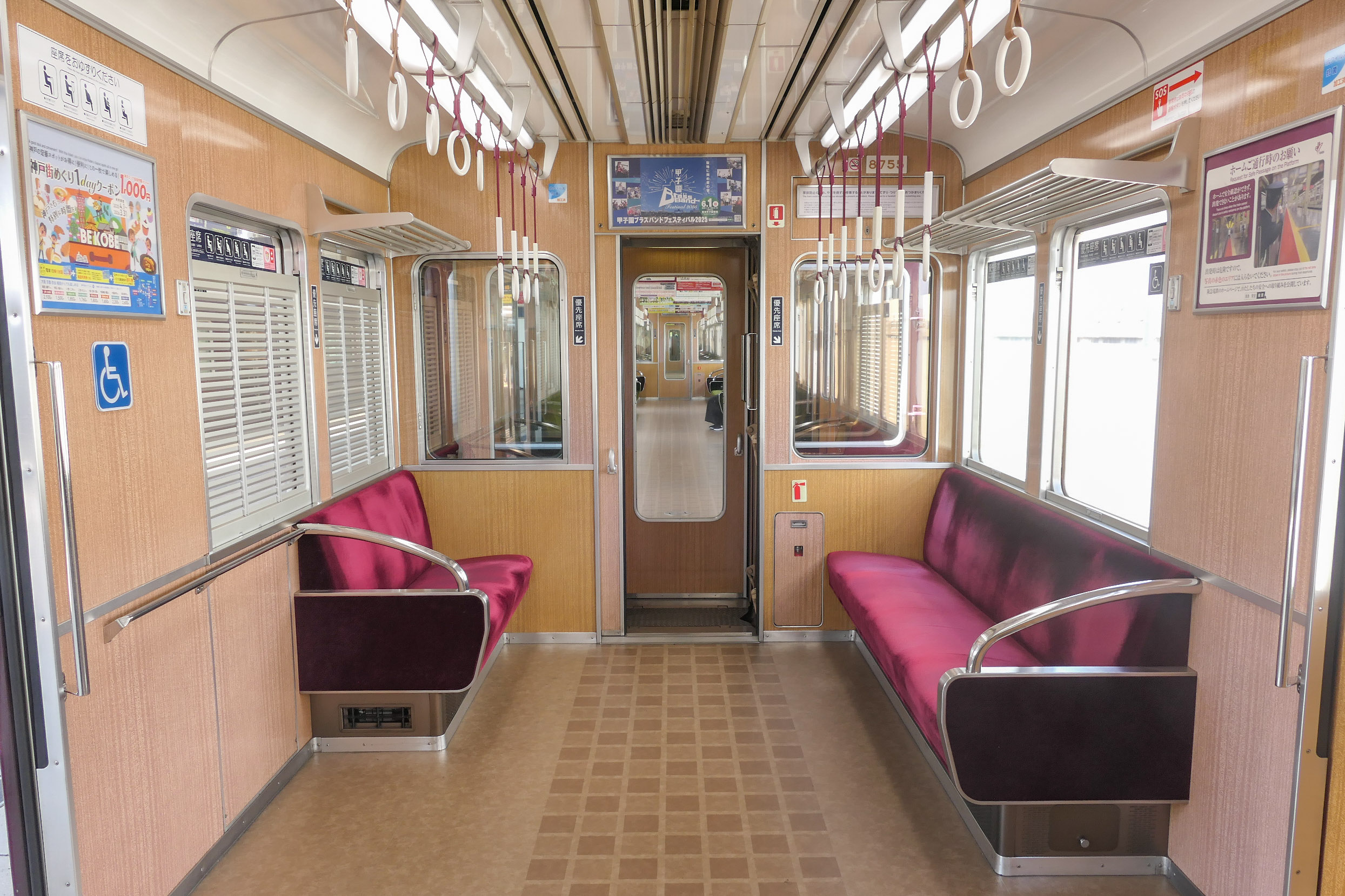
優先席・車椅子スペース

### 主要機器
主回路制御は、2200系で実用試験が続けられていたGTOサイリスタ素子(4,500 V/2,500 A)による東芝（府中工場）製VVVFインバータ制御が本格採用された。
将来の速度向上にも対応できるように主電動機定格出力は7000系の150 kWから170 kWに向上され、定格回転数は1,800 rpm、最大回転数は5,000 rpmであり、2800系以来装備されていなかった定速制御装置を装備している（なお、阪急部内では8000系以降はこの装置を「惰行制御装置」と呼んでいる）。なお、起動加速度は7000系の2.8 km/h/sより少し落とされて2.6 km/h/sとなった。
運転台の速度計・圧力計はデジタル表示となり、機器類の動作状態を確認するモニター装置が導入された。マスコンは東芝製ワンハンドル式である。
8両編成で4M4Tを基本としているが、3M5Tでも落成当時のダイヤで運行が可能な性能としていた。
ブレーキ装置は回生ブレーキ優先の電気指令式ブレーキ HRDA-1 で、6000系・7000系との併結も可能である。

## 形式
2017年（平成29年）9月に形式呼称が変更され、左が旧形式、右が新形式である。なお、新形式呼称でのハイフン以下の枝分けは、2021年（令和3年）以降は廃止された。
8000形/Mc8000形（制御装置更新車はMc8000-2形）
梅田方の先頭に連結される制御電動車。パンタグラフとVVVFインバータを搭載している。8001Fは東芝製PMSM新型インバータ試験車。下記編成表ではMc1と表記。
8100形（クロスシート車両は8102形）/Mc8100形（制御装置更新車はMc8100-1形）
新開地・宝塚方の先頭に連結される制御電動車。VVVFインバータを搭載している。クロスシート車両では8102形と称す。下記編成表ではMc2と表記。
8500形（クロスシート車両は8502形）/M8500形（制御装置更新車はM8500-1形）
8100形の隣に連結される電動車。8000形から運転台を取り除いた構造をしている。クロスシート車両では8502形と称す。下記編成表ではM1と表記。また、M1とM2の形式と連結位置が7000系以前と逆になっている。
8600形/M8600形（制御装置更新車はM8600-1形）
8000形の隣に連結される電動車。8100形から運転台を取り除いた構造をしている。下記編成表ではM2と表記。
8550形/T8550形
圧縮機、静止型インバータ (SIV) を搭載する付随車（8670の圧縮機は撤去されている）。下記編成表ではT1と表記。
8750形/T8750形
付随車。特別な機器は搭載していない。（1996年（平成8年）製造の8790は圧縮機と静止型インバータを搭載している）下記編成表ではT2と表記。
8150形/Tc8150-1形（8154・8155はTc8150形）
増結編成の新開地・宝塚方の先頭に連結される制御車。8550形に運転台を取り付けた構造をしている。下記編成表ではTcと表記。
8040形/Mc8000-1形
1995年（平成7年）に追加製造された8200系と同一の機器を搭載した制御電動車。梅田方の先頭に連結される。パンタグラフとVVVFインバータを搭載している。下記編成表ではMc1と表記。新形式呼称では、Mc8000形のグループ扱いとなった。
8190形/Tc8150-2形
8040形と編成を組む、専用の制御車。宝塚方の先頭に連結される。圧縮機、SIVを搭載している。下記編成表ではTcと表記。新形式呼称では、Tc8150形のグループ扱いとなった。

## 製造
8000 - 8008編成
1本目の8000Fは1989年（昭和64年）に落成し、宝塚線に投入された。8001Fは6両編成で登場したが後に中間車2両を追加製造し8両編成化された。8001Fの登場当時車内に貼付された製造年を示すプレートには「昭和64年」と記載されていたが、昭和から平成に改元後に製造されたため、現在は「平成元年」と記載されたプレートに交換されている。8002F - 8007Fまでは神戸・宝塚方2両がクロスシート車として新造された。
1991年（平成3年）製造の8006Fから前面の飾り帯が廃止され、後に既存編成も撤去された。
| ← 梅田三宮・宝塚 → | ← 梅田三宮・宝塚 → | ← 梅田三宮・宝塚 → | ← 梅田三宮・宝塚 → | ← 梅田三宮・宝塚 → | ← 梅田三宮・宝塚 → | ← 梅田三宮・宝塚 → | ← 梅田三宮・宝塚 → | ← 梅田三宮・宝塚 → | ← 梅田三宮・宝塚 → |
| Mc1                | M2                 | T1                 | T2                 | T2                 | T1                 | M1                 | Mc2                | 竣工               | 新製配置           |
| ------------------ | ------------------ | ------------------ | ------------------ | ------------------ | ------------------ | ------------------ | ------------------ | ------------------ | ------------------ |
| 8000               | 8600               | 8550               | 8750               | 8780               | 8650               | 8500               | 8100               | 1988/12/01         | 宝塚線             |
| 8001               | ─                  | 8551               | 8751               | ─                  | 8651               | 8501               | 8101               | 1989/02/06         | 神戸線             |
| ─                  | 8601               | ─                  | ─                  | 8781               | ─                  | ─                  | ─                  | 1989/05/31         | 神戸線             |
| 8002               | 8602               | 8552               | 8752               | 8782               | 8652               | 8502               | 8102               | 1989/12/29         | 神戸線             |
| 8003               | 8603               | 8553               | 8753               | 8783               | 8653               | 8503               | 8103               | 1990/02/06         | 神戸線             |
| 8004               | 8604               | 8554               | 8754               | 8784               | 8654               | 8504               | 8104               | 1990/09/28         | 宝塚線             |
| 8005               | 8605               | 8555               | 8755               | 8785               | 8655               | 8505               | 8105               | 1990/11/26         | 宝塚線             |
| 8006               | 8606               | 8556               | 8756               | 8786               | 8656               | 8506               | 8106               | 1991/09/27         | 神戸線             |
| 8007               | 8607               | 8557               | 8757               | 8787               | 8657               | 8507               | 8107               | 1992/01/24         | 宝塚線             |
| 8008               | 8608               | 8558               | 8758               | 8788               | 8658               | 8508               | 8108               | 1992/03/19         | 神戸線             |

8020編成
8020Fは1992年（平成4年）7月に6両編成で登場した。1992年（平成4年）9月の社章変更に伴い、この8020編成からは「H」マークが省略され、既存編成も撤去が開始された
阪神・淡路大震災後の1996年（平成8年）に中間車2両（8620・8790）を追加製造し8両編成化された。この2両は伊丹駅で被災廃車となった3100系3109と2071系2087の代替製造という名目で製造された。室内の風洞形状や扉脇の握り棒の取り付け部が異なり、新造車としては日除けによろい戸を設置した最後の車両となった。
| ← 梅田三宮・宝塚 → | ← 梅田三宮・宝塚 → | ← 梅田三宮・宝塚 → | ← 梅田三宮・宝塚 → | ← 梅田三宮・宝塚 → | ← 梅田三宮・宝塚 → | ← 梅田三宮・宝塚 → | ← 梅田三宮・宝塚 → | ← 梅田三宮・宝塚 → | ← 梅田三宮・宝塚 → |
| Mc1                | M2                 | T1                 | T2                 | T1                 | T2                 | M1                 | Mc2                | 竣工               | 新製配置           |
| ------------------ | ------------------ | ------------------ | ------------------ | ------------------ | ------------------ | ------------------ | ------------------ | ------------------ | ------------------ |
| 8020               | ─                  | 8570               | 8770               | 8670               | ─                  | 8520               | 8120               | 1992/07/15         | 神戸線             |
| ─                  | 8620               | ─                  | ─                  | ─                  | 8790               | ─                  | ─                  | 1996/03/13         | 神戸線             |

8030 - 8035編成

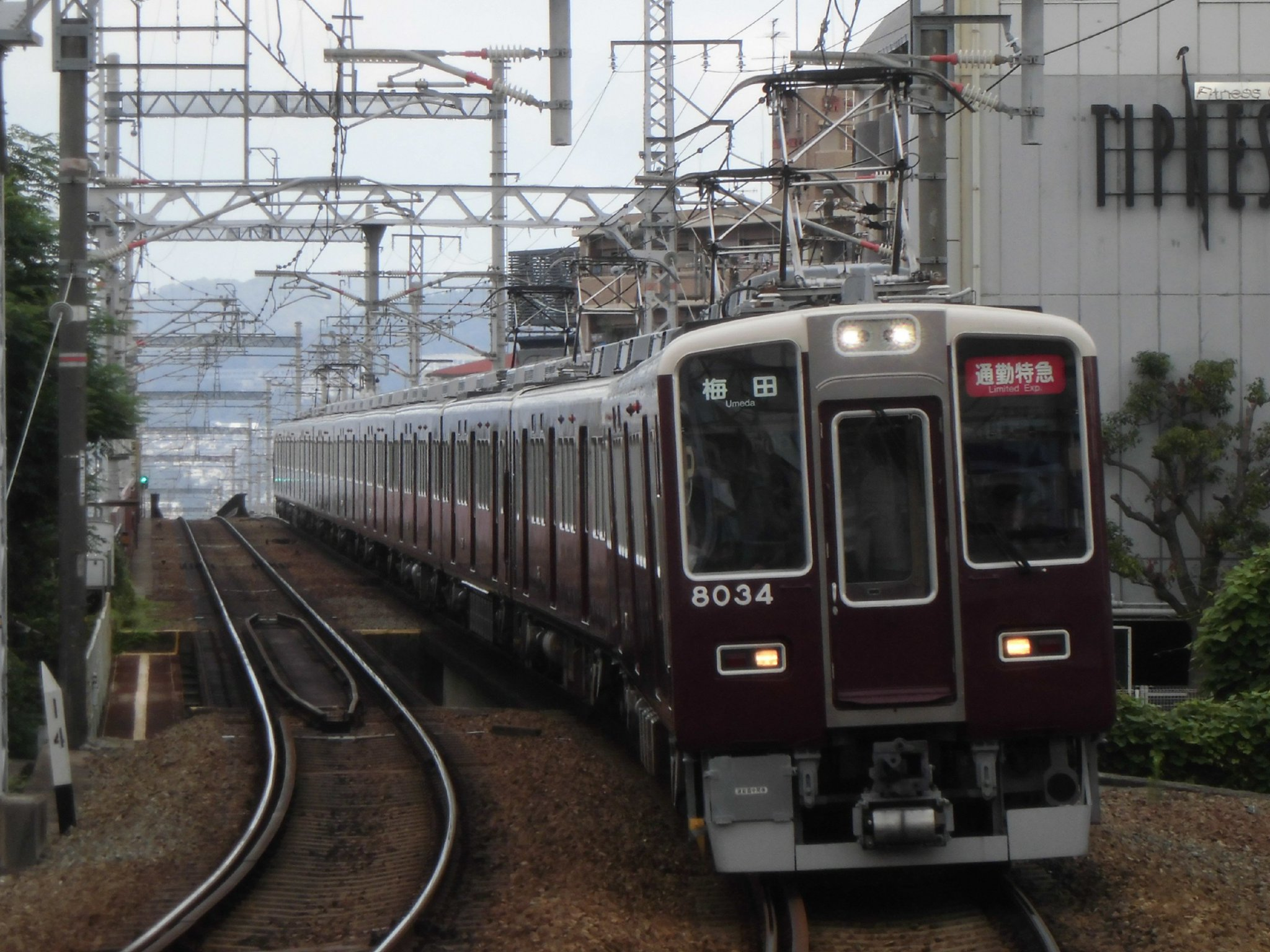
前面形状がくの字型に変更された8034F
（2020年4月30日 石橋阪大前駅）

1992年（平成4年）から1993年（平成5年）にかけて、宝塚線の朝ラッシュ時の10両編成増発のために増結用の2両編成×6本製造された。
電動車率の調整と連結されなくなった8550形が搭載していた機器搭載のため、新開地・宝塚方の先頭車はモーターを積んでいない新形式「8150形」が起こされた。また、8000形の車両番号は下2桁21 - 29を飛ばして8030 - となっている。台車は当時廃車が進んでいた5200系から FS369A が流用されている（8155のみ台車は新造）。
本系列は従来車に比べて走行時の列車風が高いことや、先頭車が汚れやすいことが問題視され、額縁形状がその原因であるとされた。これらを解決するために、1993年（平成5年）度製造の8033F以降は前面デザインが「額縁」に代わって中央部が「くの字」に膨らんだ形状に変更され（「後退角付き」と呼ぶ場合もある）。8033F - 8035Fは、2次車と呼ばれている。
前面形状変更車は車両番号の位置が前面貫通扉下部から向かって左の窓下に変更された。また、この車両から前面の種別・行先表示が大型化されている。乗務員室の設計変更量を抑えるために傾斜角はわずかとなったものの、前面窓部分が傾斜したスタイルは阪急電鉄が製造した車両としては初めての導入となった。
| ← 梅田三宮・宝塚 → | ← 梅田三宮・宝塚 → | ← 梅田三宮・宝塚 → | ← 梅田三宮・宝塚 → |
| Mc1                | Tc2                | 竣工               | 新製配置           |
| ------------------ | ------------------ | ------------------ | ------------------ |
| 8030               | 8150               | 1992/10/13         | 宝塚線             |
| 8031               | 8151               | 1992/10/13         | 宝塚線             |
| 8032               | 8152               | 1992/12/22         | 神戸線             |
| 8033               | 8153               | 1993/09/20         | 宝塚線             |
| 8034               | 8154               | 1993/11/15         | 宝塚線             |
| 8035               | 8155               | 1993/11/15         | 神戸線             |

8040 - 8042編成（8040形）

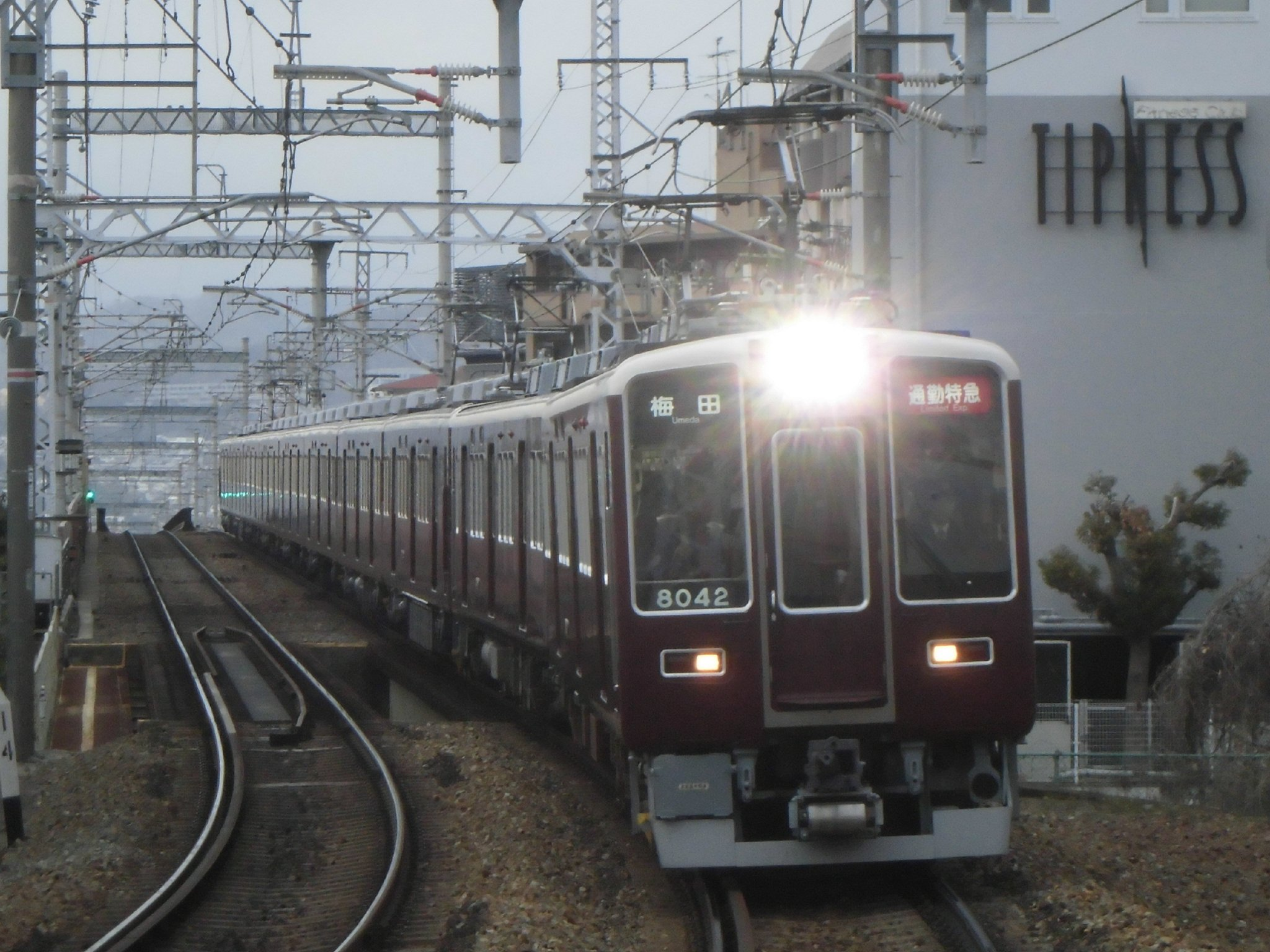
宝塚線時代の8042F
（	2020年4月30日 石橋阪大前駅）

1997年（平成9年）3月、宝塚線から能勢電鉄に直通する特急「日生エクスプレス」の10両運転開始に伴う増結車の増備として8040形を導入、Mc-Tcの2両編成×3本が製造された。大阪方に増結する「日生エクスプレス」と急行の運用、宝塚方に増結する急行と特急の運用の両方に対応する仕様とされた。
この増結車は8040形と呼ばれている（3次車と呼ばれる場合もある）。アルナ工機で製造された最後の阪急車両である。また、その後の増結運用の減少によって、2両編成の製造も本形式が最後となり、以後の新造車は8両固定編成で導入されている。
台車・機器類は1995年（平成7年）導入の8200系と同仕様で、個別制御の制御装置、出力200 kWの主電動機、ボルスタレス台車、シングルアームパンタグラフを搭載する。このため、車両番号は8040 - 8042と8190 - 8192となった。
車体は8200系と同じ前面形状で、車両番号表示も電照式であるが、側面は従来の8000系と同一のスタイルとなっている。車内には8200系や8300系8315Fと同様、LED式の車内案内表示装置が扉上に設置されたほか、文字放送によるニュースや天気予報の受信、ならびに車内でAM・FMラジオが受信可能なラジオ受信装置が設備されている。日除けもフリーストップ式のカーテンに変更された。
2019年（令和元年）6月には、8042Fが神戸線に転属している（後述）。
| ← 梅田宝塚 → | ← 梅田宝塚 → | ← 梅田宝塚 → | ← 梅田宝塚 → |
| Mc1          | Tc2          | 竣工         | 新製配置     |
| ------------ | ------------ | ------------ | ------------ |
| 8040         | 8190         | 1997/03/05   | 宝塚線       |
| 8041         | 8191         | 1997/03/05   | 宝塚線       |
| 8042         | 8192         | 1997/03/05   | 宝塚線       |

## 改造工事

### 前面形状変更

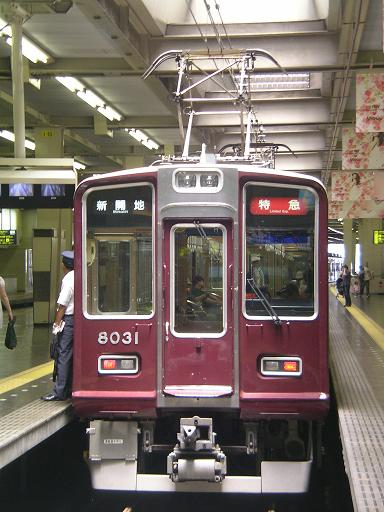
前面形態が追加改造された8031F

走行時の空気抵抗の改善を目論んで、1996年（平成8年）12月に8001Fの大阪梅田方の8001と、8002Fの新開地方の8102に対して、前面下部のライト周りを一段高くした形状への改造が試験的に行われたが、効果が不十分で他車には波及しなかった。その後、2012年（平成24年）に左右の額縁を削る形態に変更され、同時にライト周りの高さは落成当時と同じレベルに戻された。
2008年（平成20年）3月には、神戸線用の8031Fの梅田方先頭車8031の前面左右の額縁を浅くする改造が行われ、車両番号の位置が前面貫通扉下部から右側の窓下に変更された（新開地方の8151は変化なし）。
また、同年10月には8003F、2009年（平成21年）には8020F、2011年（平成23年）には8000F、2012年には8008F・8001F・ 8002Fの順で、2013年（平成25年）11月には8032F（新開地方の8152は変化なし）が、先頭車両の前面額縁を改造する工事が行われ、神戸線所属の額縁タイプ全編成に施工された（中間封じ込めの車両を除く）。
8000F以降に改造された車両は、額縁を削る量が控え目になり、車両番号の表示位置も改造前のままである。初期の改造車である8031F・8003F・8020Fは、2012年から2013年にかけて8000F以降と同形状の額縁に再改造された（車両番号は左側の窓下のまま）。
なお、宝塚線所属車および8300系の額縁形状変更は単独工事としては実施されず、後述のリニューアル工事時の同時施工となった。

### 主回路更新工事
8001Fは2012年（平成24年）8月から東芝製GTO-VVVFインバータを取り外し、新型の東芝製4in1 IGBT-VVVFインバータに、主電動機（定格出力は190 kW、定格回転数は2,000 rpm）を永久磁石同期電動機 (PMSM) に換装し実用試験に供されている。従来の誘導電動機とGTOサイリスタ素子を用いたインバータと比較して、力行の消費電力量約10 %削減、回生電力量約85 %増加、トータルで約50 %の消費電力量削減結果を得られることが実証された。
これにより、PMSMが1000系および7000系更新車（2016年度以降）で本採用へと至り、2016年（平成28年）には8001Fの残りの車両もASSY交換が実施された。以降他編成でも機器更新が実施されている。

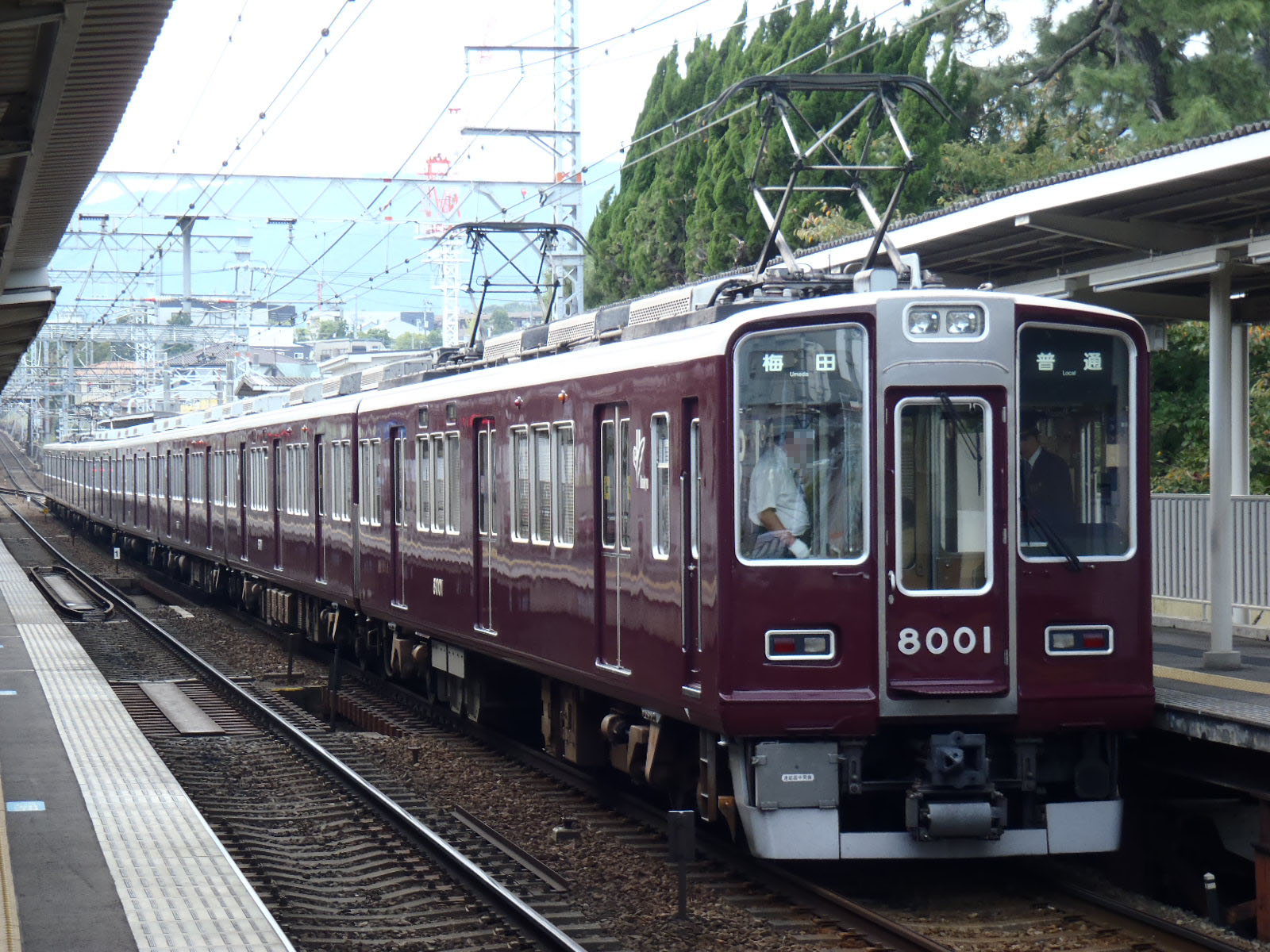
PMSMを用いた主回路機器に交換後の8001F
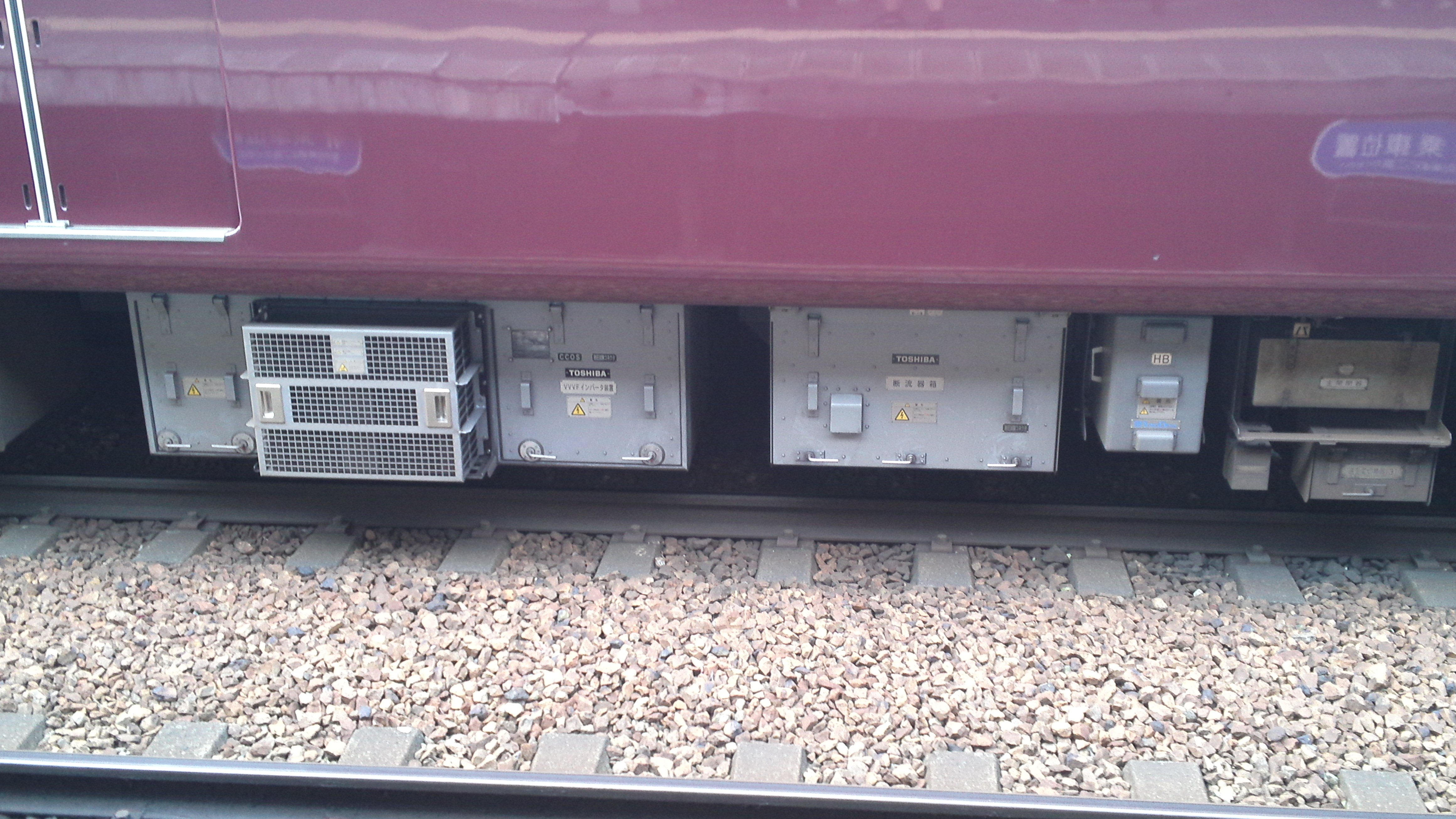
8001に試験装備されたPMSM駆動用の 4in1 IGBT-VVVFインバータ装置 右は断流器

### リニューアル工事
7000系列に対して施行が進んでいたリニューアル工事は8000系列にも及ぶこととなり、第一陣として8008Fが2019年（令和元年）から2020年（令和2年）6月まで更新工事が施工され、同22日から営業運転に復帰した。足掛け板の設置は行われなかったが、以前から行われている床下機器更新（8004Fはリニューアル前に施工）に加え、補助電源装置も新型に交換されたほか、方向幕のフルカラーLED化が行われた。また、前面の車両番号が貫通扉下部から助手側に移設（8003Fはリニューアル前に施工）され、ホームドア対応として、車体側面上部に車両番号が追加された（未リニューアル車も定期検査と同時に追加）。側面の社章も7000系リニューアル車と同様戸袋部から窓下に移されている。車端部のベンチレーターは撤去され、Mc8000形の屋根上にはFOMAアンテナが追加された（ベンチレーターの撤去跡に設置）。車内は7000系リニューアル車と同様の黒縁のLCD案内表示機の取り付けや化粧板・床敷物の交換、座席の仕切り板取り付けが行われたが、荷物棚や天井部は更新されず、側窓のパワーウインドウも存置されている。また、乗降扉も化粧板の交換のみに留まっており、扉窓の支柱方式の変更および寸法の拡大・ドアエンジンの交換は省略されている。
2021年（令和3年）3月5日付けで、8042Fの2両編成の更新工事が施工された。基本的な工事内容は先に出場した8008Fと同様になっているが、制御装置は試験装備として東芝が新たに開発した蓄電池による架線停電時用の自走システムと、IoTシステムが追加で搭載された。主電動機は、リニューアル前の3軸搭載から、4軸搭載に増強された。前面改造は行先表示のLED化のみにとどまり(元のサイズに合わせた大きめのLED式)、乗降扉のドアエンジンが7000系リニューアル車などと同等の静粛タイプのものに交換された。連結面には、監視カメラが新たに設置されたほか、8042のみ乗務員室上に自動放送装置も設置された（8192は未設置。8008Fも後に追加装備された）。
2021年（令和3年）7月には、8000Fにリニューアル工事が施工された。2020年（令和2年）11月に発生した踏切事故による破損箇所も、併せて修復された。リニューアル工事施工前に施されていた「classic 8000」の装飾は解除された。施工内容は8008Fと同様であるが、パンタグラフは下枠交差型のままである。
続いて、宝塚線所属車のリニューアル工事も開始され、第一陣として2021年（令和3年）12月に8007Fに施工された。基本的な施工内容は8000Fと同一で、額縁削り・車両番号移設の前面形態は宝塚線では初登場となった。宝塚側2両のセミクロスシートは、ロングシートに変更された。2022年6月には、同じ内容で8006Fの工事が完了した。2023年（令和5年）7月には、8004Fが出場したが、他のリニューアル編成との相違点として、大阪梅田方の電気連結器が撤去された他、黒縁のLCD案内表示機が設置されていない。また、リニューアル工事施工前に施されていた「classic 8000」の装飾は解除された。2024年（令和6年）7月には8003Fが、2025年（令和7年）には8035Fが出場している。

### その他
8008Fは阪神・淡路大震災ののちに集電装置が交換され、前面が額縁タイプの8両編成で唯一シングルアームパンタグラフを搭載する編成となった。
8033F - 8035Fと8040形は、製造時点では前面のアイボリー塗装は窓部分を避ける形で塗り分けられていたが、1998年（平成10年）以降、全般・重要部検査の際に前面上部を全てアイボリーで塗装するように変更された（塗り分け境界線が前面窓を横切る格好となった）。
2007年（平成19年）9月、神戸線用の8001Fが全般検査を受けた際にクーラーカバーが7000系リニューアル車と同じタイプのものに更新された。2009年（平成21年）3月には、神戸線用の8008Fが全般検査を受けた際にクーラーカバーとパンタグラフが交換されている。パンタグラフはシングルアーム式のままであるが、5000系および5100系5128F・9000系・9300系と同様に集電舟2本タイプに変更されている。以降、クーラーカバーの更新は他の編成でも順次行われている。
2015年（平成27年）より前照灯のLEDへの換装が開始され、中間封じ込めの車両も含めて全編成完了している。
8033Fは2014年（平成26年）頃に、8041Fは2015年（平成27年）の箕面線転用時に、側面のガラスがブロンズ色から緑色のものに交換されている。

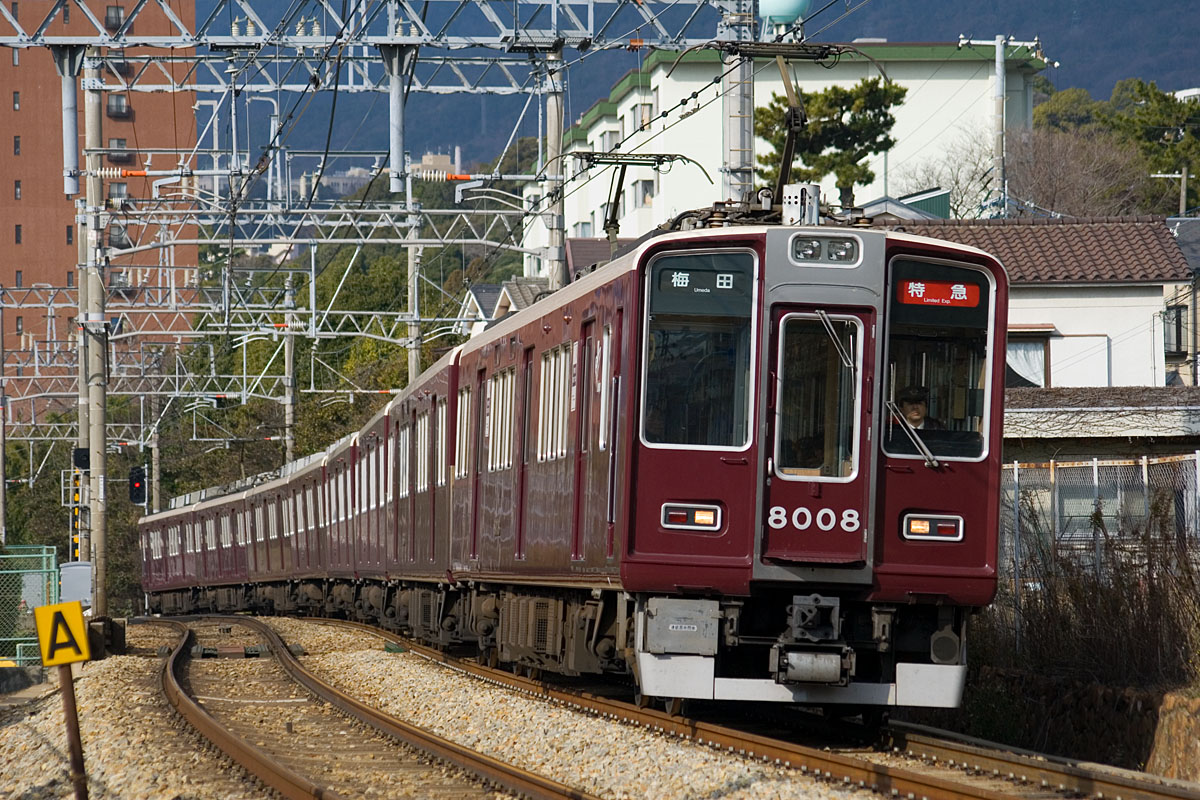
額縁タイプの前面で唯一シングルアームパンタグラフを装備する8008F（リニューアル前）
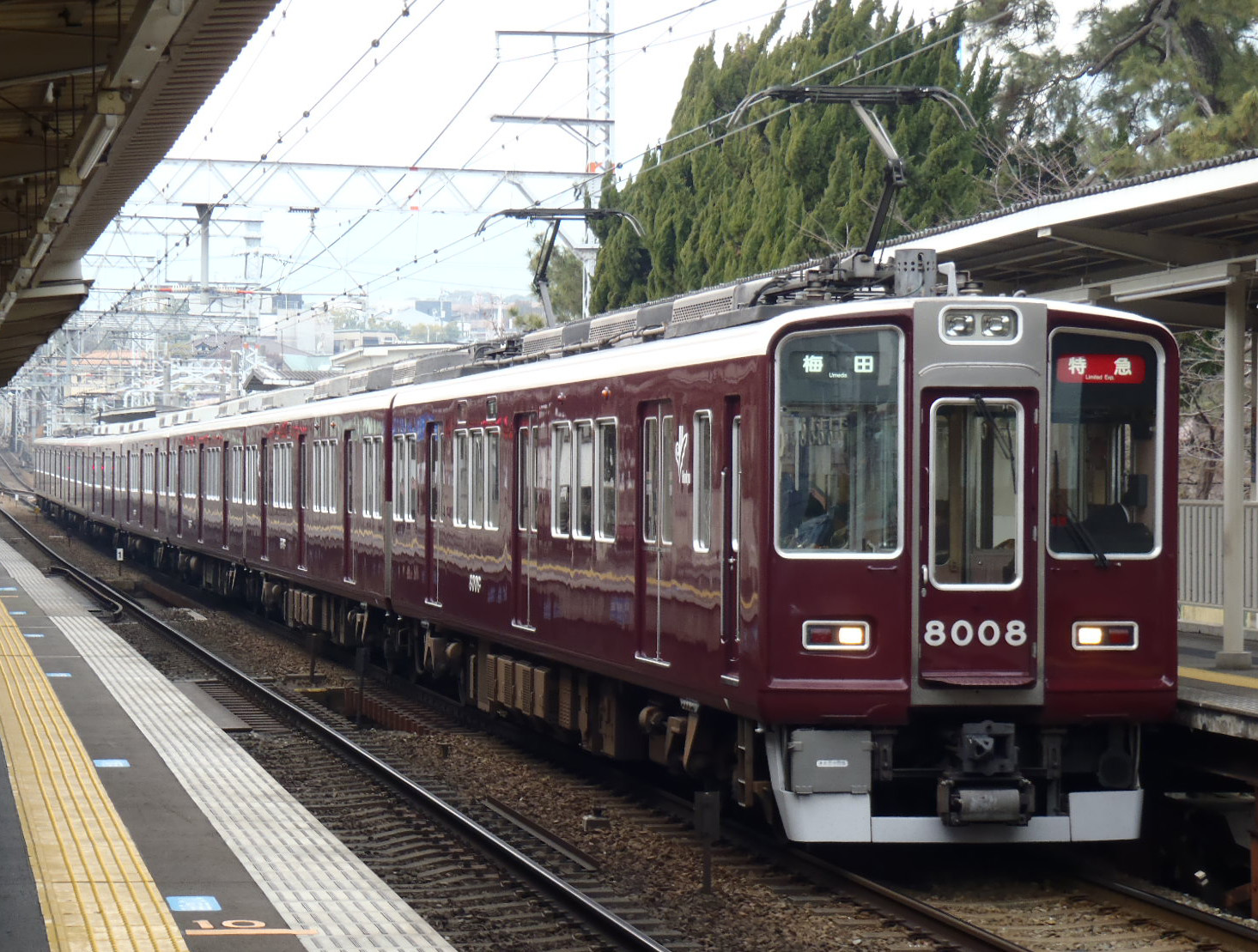
クーラーカバー交換後の8008F（リニューアル前）

## 組成変更

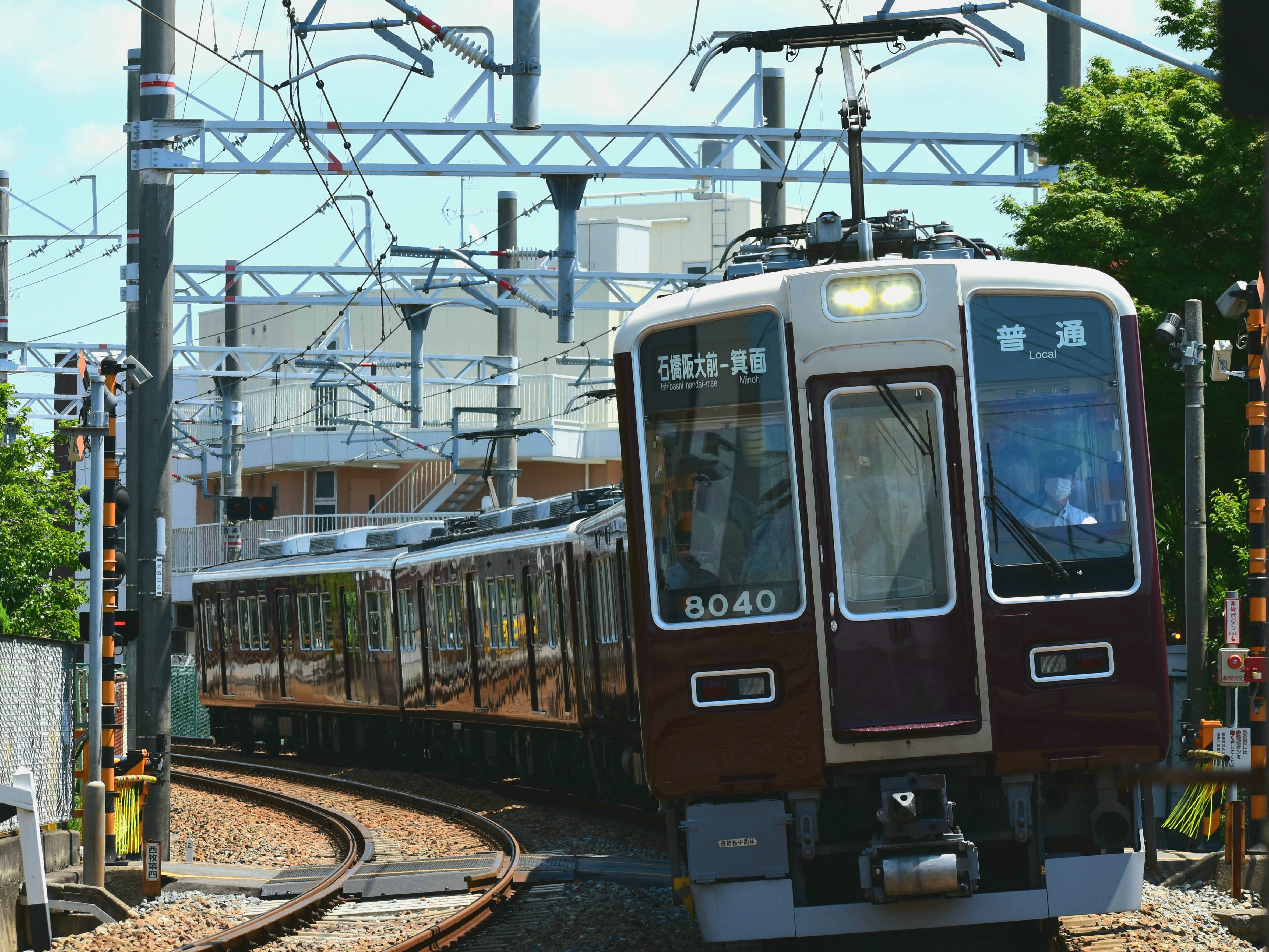
8040F+8041Fによる箕面線普通

前述のとおり、8001Fは当初6両編成であったが、梅田方から2両目と5両目に8601・8781を組み込み8両化されている。
阪神・淡路大震災後の1996年（平成8年）に、6両編成だった8020Fの梅田方から2両目と6両目に新造された8620・8790を組み込んで8両化された。
2002年（平成14年）からは、10両編成運用の増結車として使用されてきた2両編成が、10両編成以外の運用でも使用されている。
2015年（平成27年）3月のダイヤ改正で宝塚線の「日生エクスプレス」と通勤急行の10両運転が廃止され、10両運転が減少した。これに伴う増結車の余剰編成を用いて、同年6月21日より、8040F・8041Fの両編成を連結して箕面線の4両編成の運用で見られるようになった。
2019年（令和元年）6月に8042Fは平井車庫から西宮車庫に転属し、6月19日より神戸線・今津北線で運行されている。

## 運用
8000Fは1989年（昭和64年）1月1日、梅田駅9時42分発宝塚線初詣臨時特急で営業運転を開始した。また当初は営業運転開始時から1か月間デビュー記念のヘッドマークが取り付けられる予定であったが、7日に昭和天皇が崩御したため取り外された。
1995年（平成7年）1月17日の阪神・淡路大震災で神戸線が被災し、西宮北口駅 - 三宮駅間が不通となった後、夙川駅以西の部分復旧区間ではモーターのメンテナンスが容易な本系列が集中投入されている。
1997年（平成9年）、宝塚線より能勢電鉄へ直通する特急「日生エクスプレス」の運行が開始された。それに合わせて8000Fと8006Fが交換され、8000Fは神戸線用、8006Fは宝塚線用となり、宝塚線の8両編成はクロスシート車で統一された。また、宝塚線の8両編成は乗り入れ対応改造により無線アンテナが2本（片方は能勢電鉄乗り入れ用）となった。
2015年（平成27年）3月のダイヤ改正で宝塚線の「日生エクスプレス」と｢通勤急行｣の10両運転が廃止され、2両編成増結車はそれらの増結運用がなくなり、宝塚線に新設された10両編成の通勤特急の増結運用に使用されるようになった。しかし、2022年（令和4年）12月のダイヤ改正で宝塚線の「通勤特急」の10両運転も廃止されたため、宝塚線から10両編成の増結運用がなくなった。
2016年（平成28年）3月のダイヤ改正で神戸線の通勤急行の10両運転が廃止され、2両編成増結車は通勤急行の増結運用がなくなった。その後、2025年（令和7年）2月のダイヤ改正で神戸線の通勤特急の10両運転も廃止され、神戸線からも10両編成の増結運用がなくなった。その後、8031Fと8033Fが8200系8200Fとの併結で、同年6月16日より今津北線での運用を開始した。
8両固定編成は神戸本線と宝塚本線の全ての種別に充当されている。2両編成は6両編成との併結で使用される。
6両編成時代の8001Fは今津北線の普通運用に、8020Fは今津北線と山陽電気鉄道本線須磨浦公園駅までの運用に就いていた。

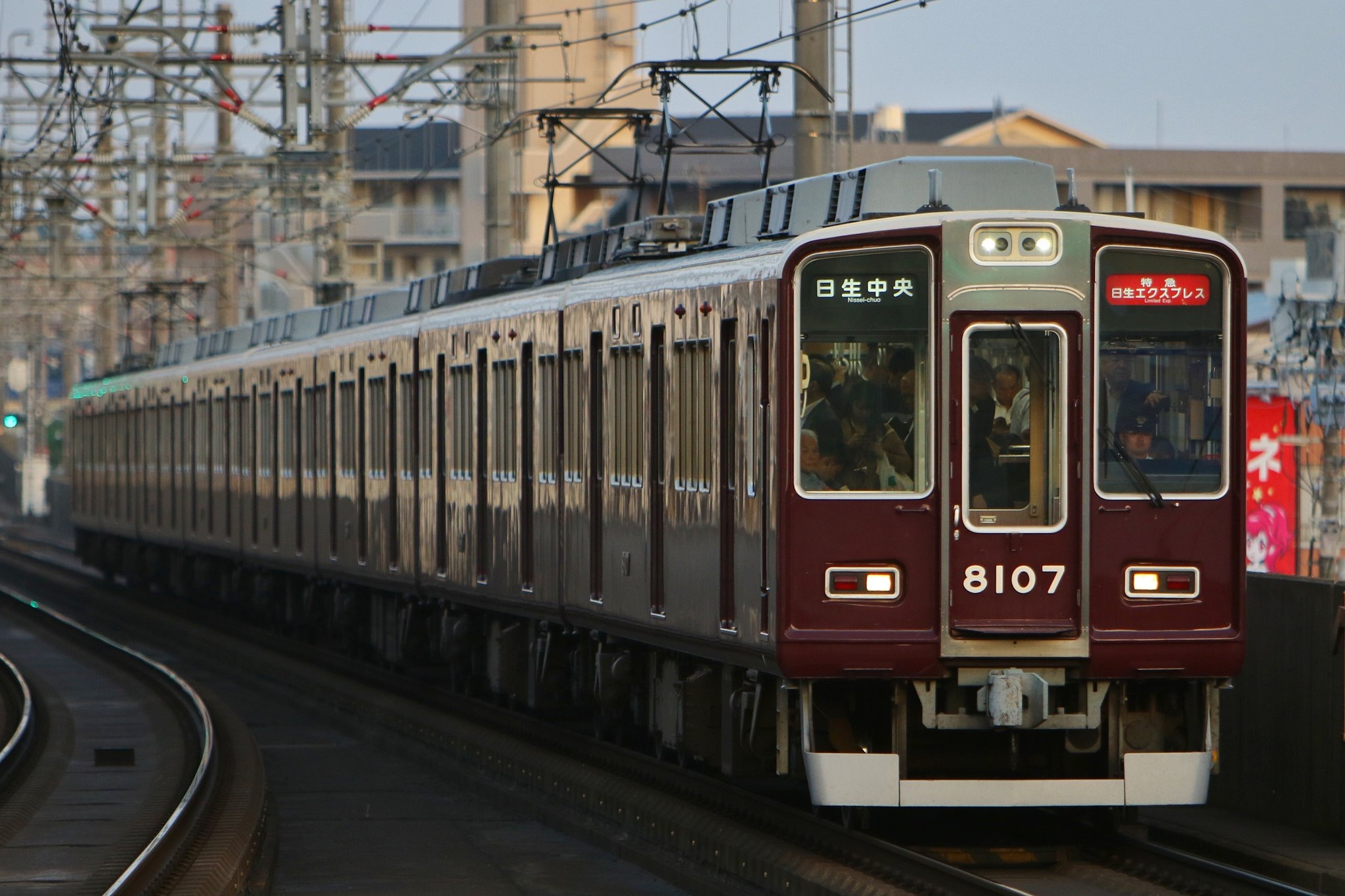
8007Fによる特急日生エクスプレス （リニューアル前）
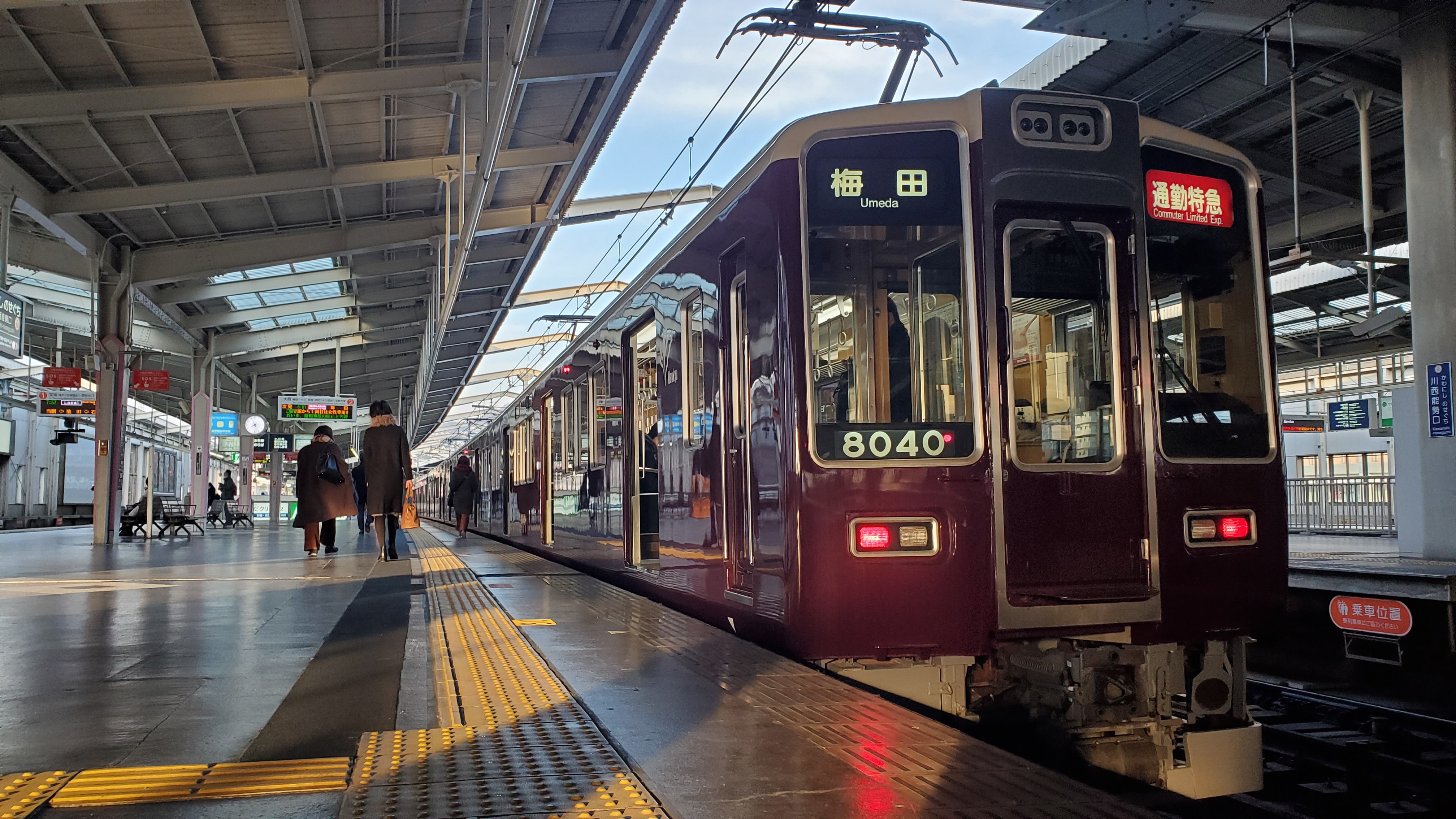
8040Fによる通勤特急
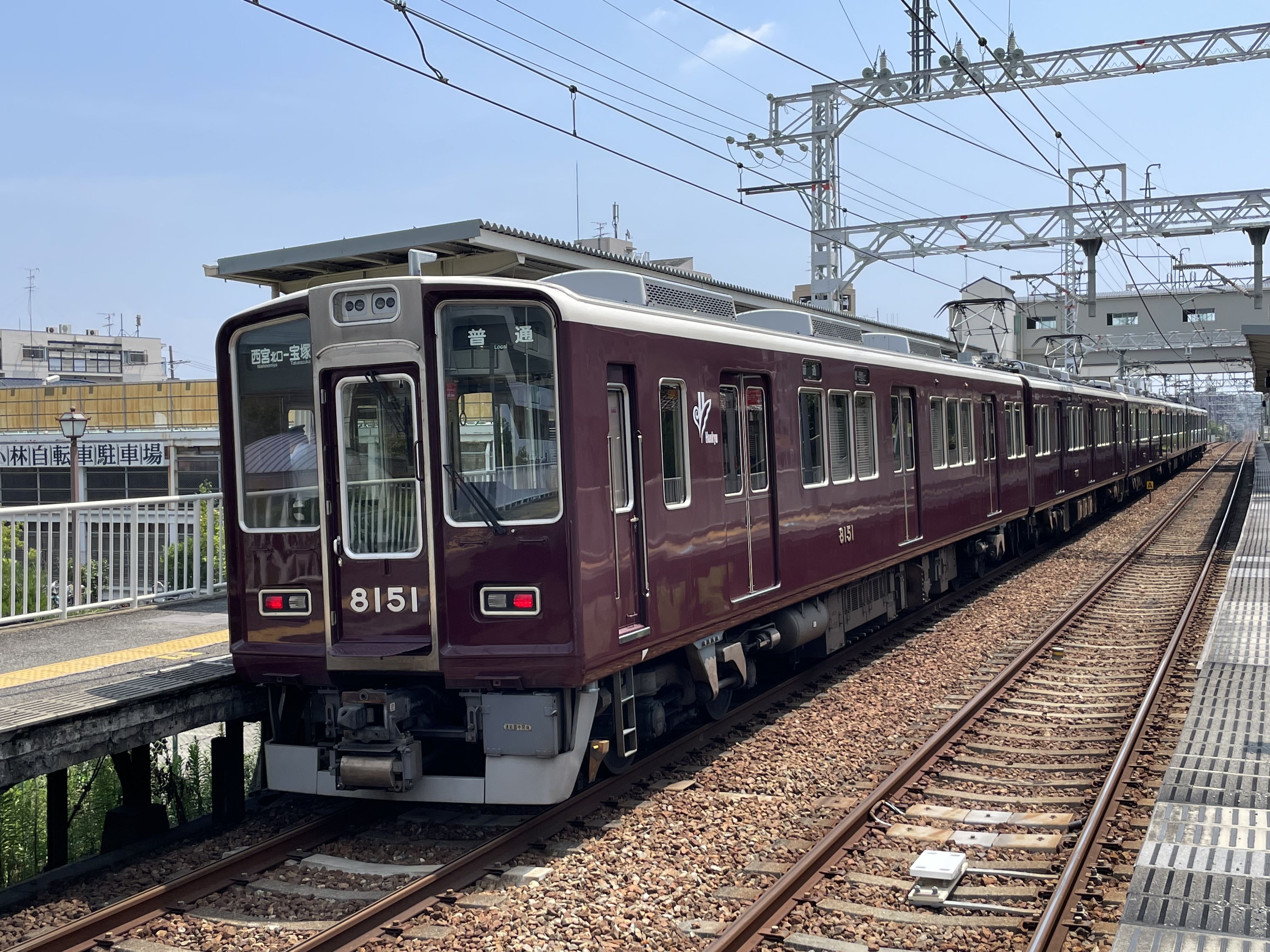
今津北線で活躍する8031F （2025年8月14日 小林駅）

## ラッピング装飾
「エコトレイン 未来のゆめ・まち」号
2008年（平成20年）12月1日から2009年（平成21年）7月31日まで、8000Fと8007Fが「エコトレイン 未来のゆめ・まち号」として運行されていた。両編成には先頭車の側面半分まで環境をテーマにしたラッピングが施され、車内も環境をテーマにした広告が掲載されていた。
「爽風」号
8032Fは2015年（平成27年）11月から2017年（平成29年）11月まで、神戸線の沿線観光スポットPRを目的とした、わたせせいぞうの作品によるラッピングが施工されていた。2016年（平成28年）3月27日より爽風（かぜ）号と命名されHMの掲出を開始した。2017年（平成29年）7月にはヘッドマークのデザインが変更された。（同時期に7000系7017Fにも同様のラッピングが施工されていた）。
Classic 8000
2019年（平成31年）1月19日から4月16日まで、8000系誕生30周年を記念して、8000Fにデビュー当時の前面飾り帯・Hマーク・旧社章をステッカーにて復元装飾して運行された。2月28日までは、記念ヘッドマークの掲出も行われた。
好評につき第2弾として、神戸線（8000F）のほか宝塚線（8004F）・京都線（8300系8300F）でも記念列車が運行されることとなり、神戸線は2019年（令和元年年）5月22日から、宝塚線は5月28日から運転を開始した。9月30日までは記念ヘッドマークの掲出も行われた。共に当初は11月1日までの予定であったが、8000Fは2025年（令和7年）前半頃、8004Fは2024年（令和6年）前半頃までの装飾期間延長が発表され、あわせて「Classic（クラシック）8000」の愛称が付けられた。2020年（令和2年）9月24日から11月4日までは、記念ヘッドマークの掲出も行われた。また車内妻面には、重要部検査入場までアルミプレートが取り付けられていた。
その後8000Fは2020年（令和2年）12月に検査入場することとなり、11月27日からは代替として8002Fに「Classic 8000」の装飾が施された。なお、8000Fは検査入場直前の11月23日に神戸線六甲駅 - 御影駅間での踏切事故で車体を損傷し、そのまま正雀工場に入場している。8002Fへの装飾は事故以前から発表されており、8000Fの損傷によるものではない。宝塚線8004Fも2023年（令和5年）1月下旬に運行を終了し、正雀工場に入場している。
Memorial 8000
2021年（令和3年）10月、リニューアル工事が施工された8000Fの前面にヘッドマークとHマーク、側面にHマークとエンブレム（社章は現行のもの）、車内にアクリル製記念プレートを取り付け、10月14日より「Memorial（メモリアル）8000」として運行されている。ヘッドマークと側面エンブレムの掲出は2022年（令和4年）5月10日までの予定であったが、好評のため次回検査入場まで延長されたほか、前面・側面のHマークと車内プレートについては期間を限定しないと発表された。前面の運転台下部のHマークは、計画段階でデザイン案のひとつとして挙がっていたものの不採用になった経緯があり、今回の企画で初めて実現する形となった。また、リニューアル工事が施工された宝塚線8004Fにも同様の装飾が施工され、2023年（令和5年）9月23日から運行を開始した。

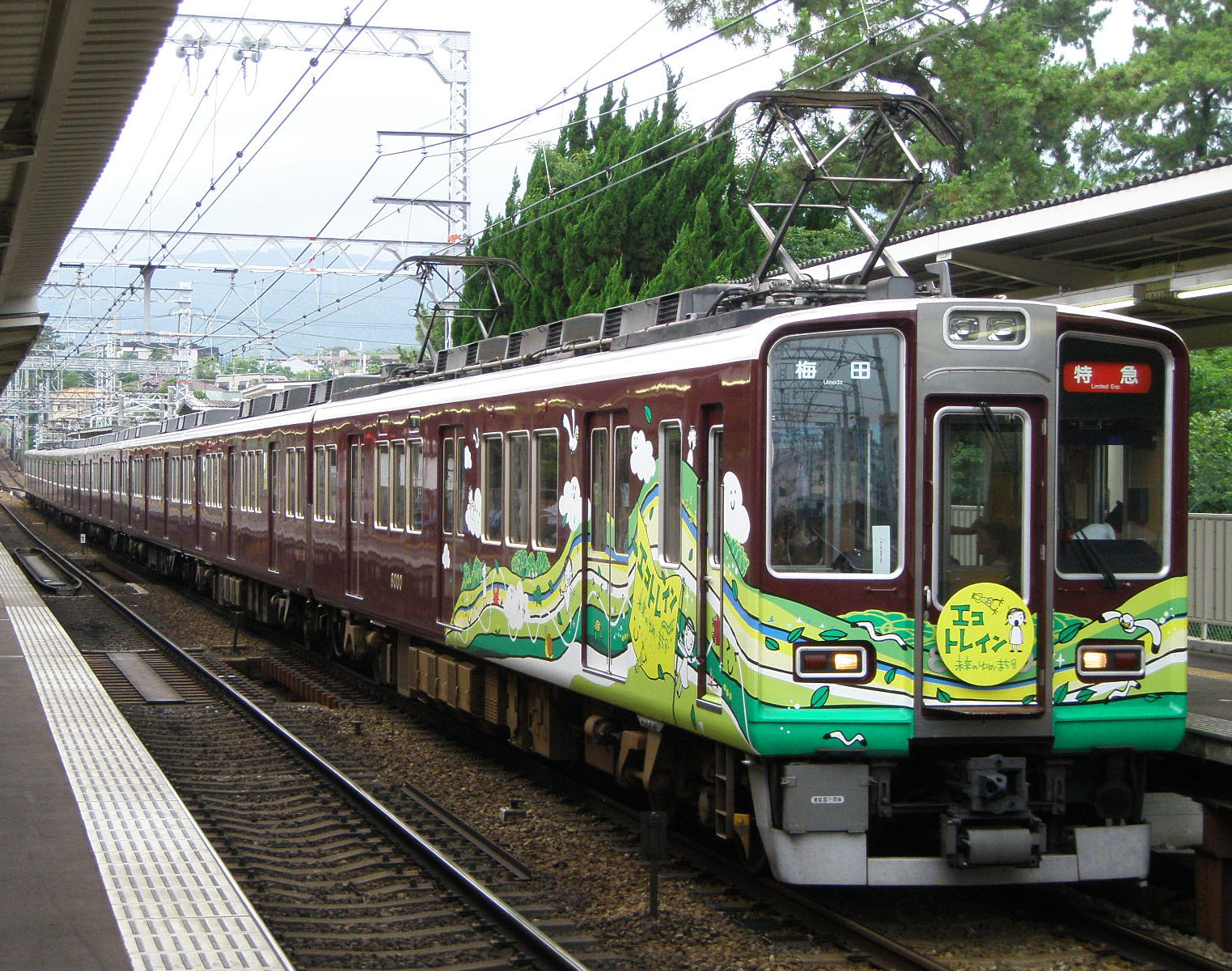
「エコトレイン 未来のゆめ・まち号」 神戸線所属の8000F
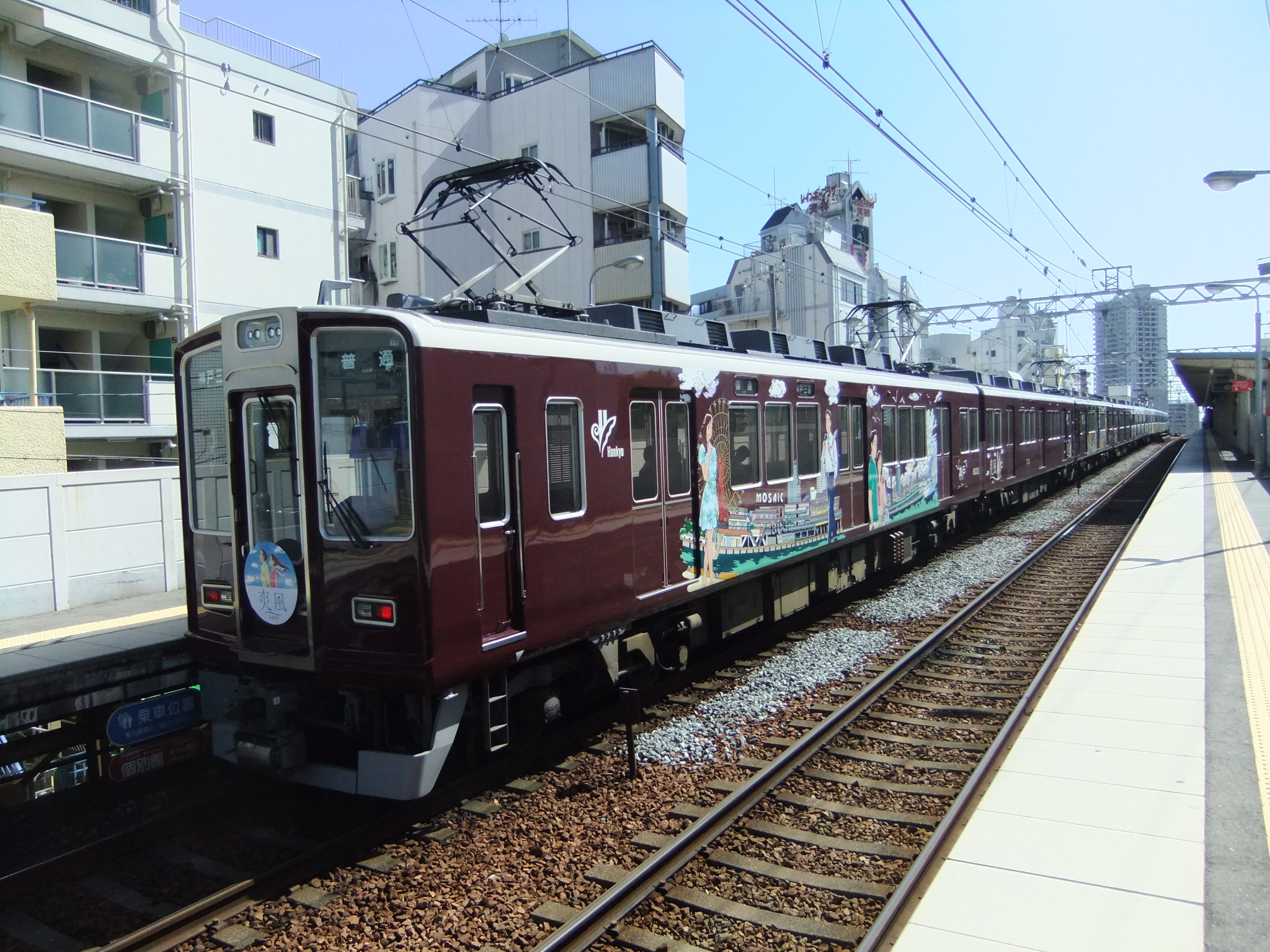
神戸線ラッピング列車「爽風（かぜ）」
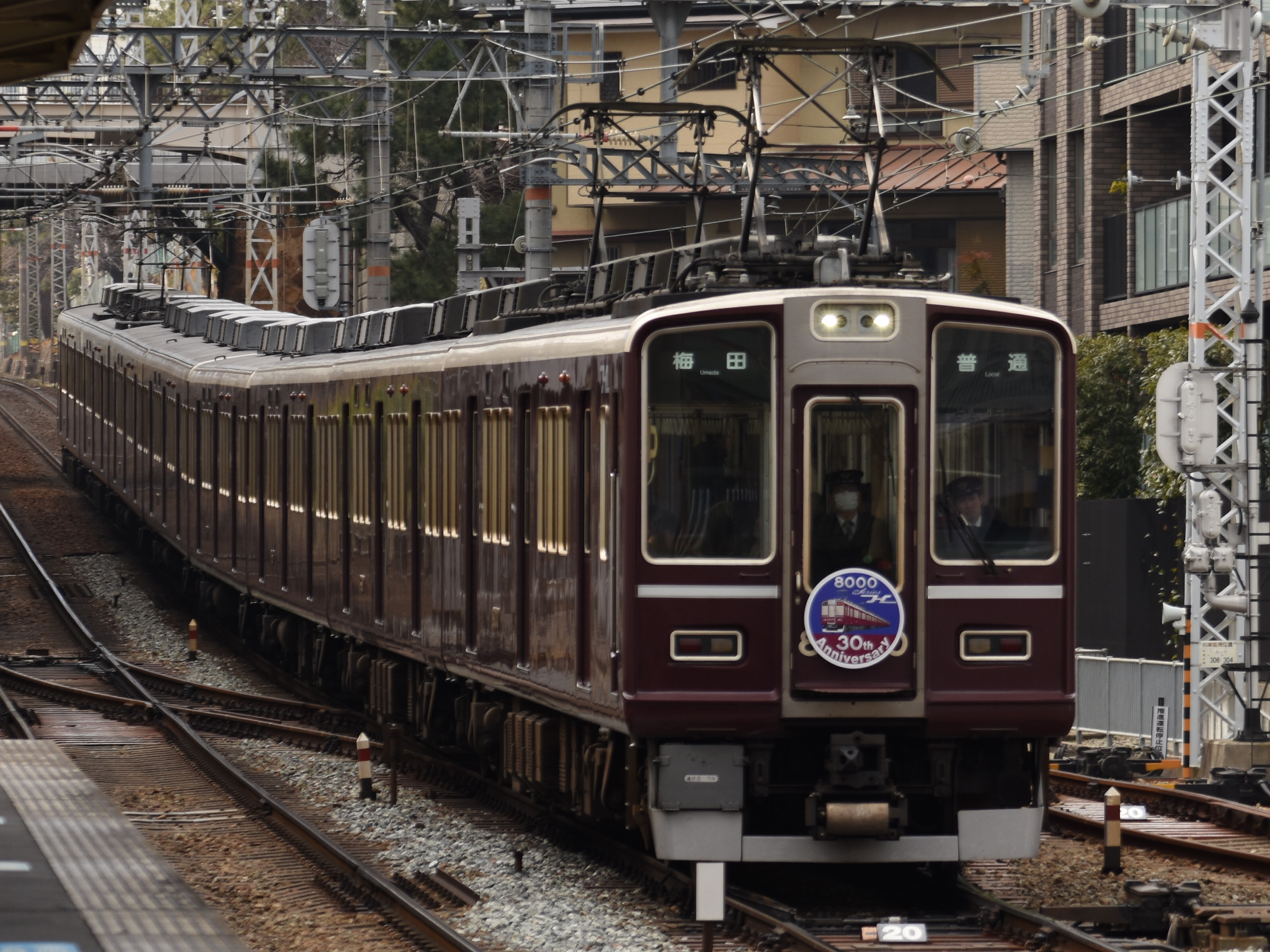
デビュー30周年記念装飾となった8000F
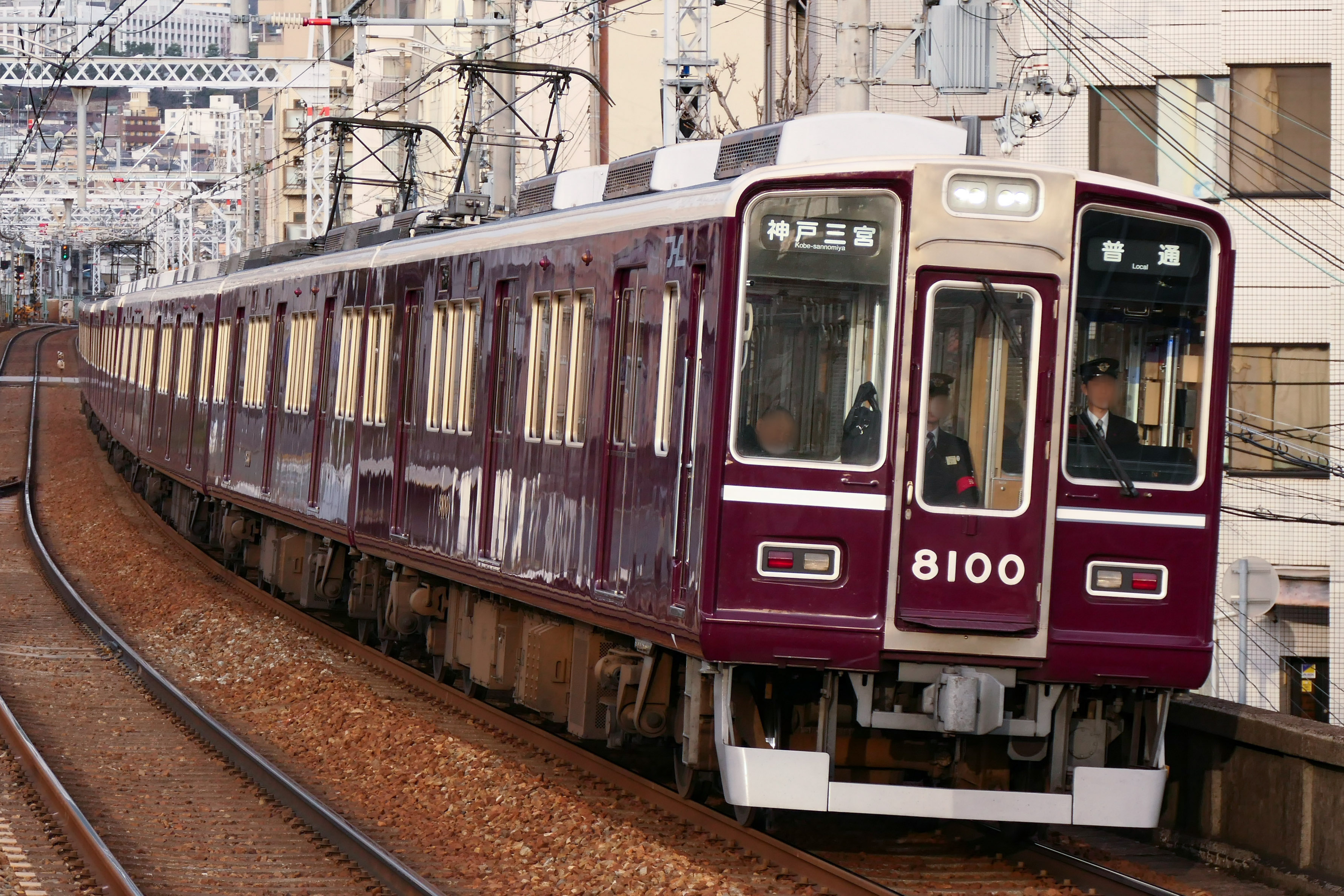
ヘッドマークが外された「Classic 8000」
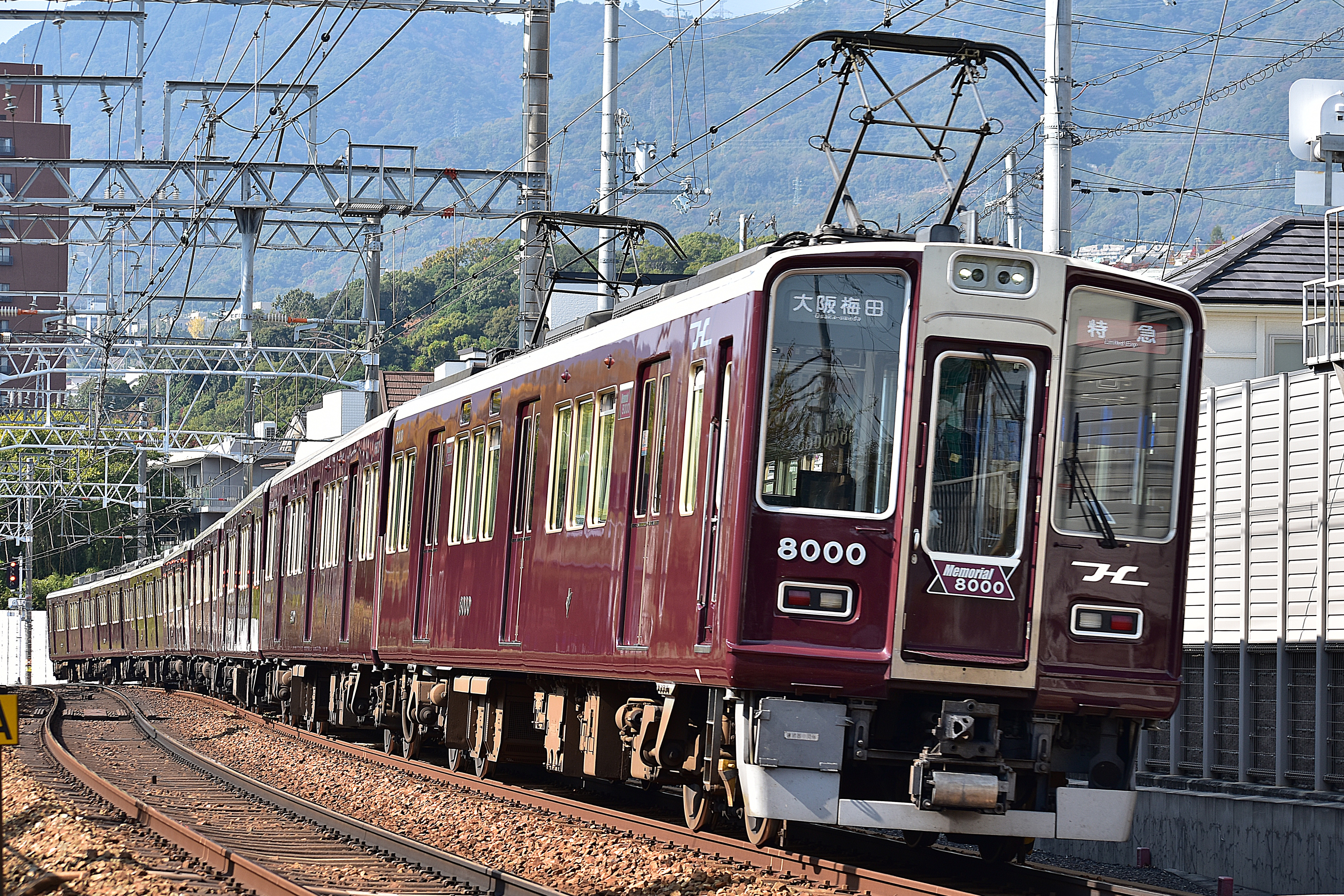
Memorial 8000

## 編成表
凡例
- c：中間運転台の位置
- 太字：クロスシート車

### 2012年
2012年（平成24年）4月1日現在
| ← 梅田／日生中央新開地・宝塚 → | ← 梅田／日生中央新開地・宝塚 → | ← 梅田／日生中央新開地・宝塚 → | ← 梅田／日生中央新開地・宝塚 → | ← 梅田／日生中央新開地・宝塚 → | ← 梅田／日生中央新開地・宝塚 → | ← 梅田／日生中央新開地・宝塚 → | ← 梅田／日生中央新開地・宝塚 → | ← 梅田／日生中央新開地・宝塚 → | ← 梅田／日生中央新開地・宝塚 → |
| Mc1                            | M2                             | T1                             | T2                             | T2                             | T1                             | M1                             | Mc2                            | 所属                           | 備考                           |
| ------------------------------ | ------------------------------ | ------------------------------ | ------------------------------ | ------------------------------ | ------------------------------ | ------------------------------ | ------------------------------ | ------------------------------ | ------------------------------ |
| 8000                           | 8600                           | 8550                           | 8750                           | 8780                           | 8650                           | 8500                           | 8100                           | 神戸線                         |                                |
| 8001                           | 8601                           | 8551                           | 8751                           | 8781                           | 8651                           | 8501                           | 8101                           | 神戸線                         |                                |
| 8002                           | 8602                           | 8552                           | 8752                           | 8782                           | 8652                           | 8502                           | 8102                           | 神戸線                         |                                |
| 8003                           | 8603                           | 8553                           | 8753                           | 8783                           | 8653                           | 8503                           | 8103                           | 神戸線                         | 車番移設車                     |
| 8004                           | 8604                           | 8554                           | 8754                           | 8784                           | 8654                           | 8504                           | 8104                           | 宝塚線                         | 能勢電鉄乗り入れ対応車         |
| 8005                           | 8605                           | 8555                           | 8755                           | 8785                           | 8655                           | 8505                           | 8105                           | 宝塚線                         | 能勢電鉄乗り入れ対応車         |
| 8006                           | 8606                           | 8556                           | 8756                           | 8786                           | 8656                           | 8506                           | 8106                           | 宝塚線                         | 能勢電鉄乗り入れ対応車         |
| 8007                           | 8607                           | 8557                           | 8757                           | 8787                           | 8657                           | 8507                           | 8107                           | 宝塚線                         | 能勢電鉄乗り入れ対応車         |
| 8008                           | 8608                           | 8558                           | 8758                           | 8788                           | 8658                           | 8508                           | 8108                           | 神戸線                         | シングルアームパンタグラフ     |
| Mc1                            | M2                             | T1                             | T2                             | T1                             | T2                             | M1                             | Mc2                            | 所属                           | 備考                           |
| 8020                           | 8620                           | 8570                           | 8770                           | 8670                           | 8790                           | 8520                           | 8120                           | 神戸線                         | 車番移設車                     |
| Mc1                            | Tc                             | Mc                             | M'                             | T                              | T                              | M                              | M'c                            | 所属                           | 備考                           |
| 8031                           | 8151 c                         | c 7017                         | 7517                           | 7517                           | 7517                           | 7617                           | 7117                           | 神戸線                         |                                |
| 8032                           | 8152 c                         | c 7014                         | 7514                           | 7514                           | 7514                           | 7614                           | 7114                           | 神戸線                         |                                |
| 8035                           | 8155 c                         | c 7023                         | 7523                           | 7763                           | 7773                           | 7623                           | 7123                           | 神戸線                         | くの字形前面タイプ             |

| ← 梅田三宮・宝塚 → | ← 梅田三宮・宝塚 → | ← 梅田三宮・宝塚 → | ← 梅田三宮・宝塚 →                            |
| Mc1                | Tc                 | 所属               | 備考                                          |
| ------------------ | ------------------ | ------------------ | --------------------------------------------- |
| 8030               | 8150               | 宝塚線             |                                               |
| 8033               | 8153               | 神戸線             | くの字形前面タイプ                            |
| 8034               | 8154               | 宝塚線             | くの字形前面タイプ                            |
| Mc1                | Tc                 | 所属               | 備考                                          |
| 8040               | 8190               | 宝塚線             | くの字形前面タイプ シングルアームパンタグラフ |
| 8041               | 8191               | 宝塚線             | くの字形前面タイプ シングルアームパンタグラフ |
| 8042               | 8192               | 宝塚線             | くの字形前面タイプ シングルアームパンタグラフ |

### 2016年
2016年（平成28年）4月1日現在
| ← 梅田／日生中央新開地・宝塚 → | ← 梅田／日生中央新開地・宝塚 → | ← 梅田／日生中央新開地・宝塚 → | ← 梅田／日生中央新開地・宝塚 → | ← 梅田／日生中央新開地・宝塚 → | ← 梅田／日生中央新開地・宝塚 → | ← 梅田／日生中央新開地・宝塚 → | ← 梅田／日生中央新開地・宝塚 → | ← 梅田／日生中央新開地・宝塚 → | ← 梅田／日生中央新開地・宝塚 → |
| Mc1                            | M2                             | T1                             | T2                             | T2                             | T1                             | M1                             | Mc2                            | 所属                           | 備考                           |
| ------------------------------ | ------------------------------ | ------------------------------ | ------------------------------ | ------------------------------ | ------------------------------ | ------------------------------ | ------------------------------ | ------------------------------ | ------------------------------ |
| 8000                           | 8600                           | 8550                           | 8750                           | 8780                           | 8650                           | 8500                           | 8100                           | 神戸線                         |                                |
| 8001                           | 8601                           | 8551                           | 8751                           | 8781                           | 8651                           | 8501                           | 8101                           | 神戸線                         |                                |
| 8002                           | 8602                           | 8552                           | 8752                           | 8782                           | 8652                           | 8502                           | 8102                           | 神戸線                         |                                |
| 8003                           | 8603                           | 8553                           | 8753                           | 8783                           | 8653                           | 8503                           | 8103                           | 神戸線                         | 車番移設車                     |
| 8004                           | 8604                           | 8554                           | 8754                           | 8784                           | 8654                           | 8504                           | 8104                           | 宝塚線                         | 能勢電鉄乗り入れ対応車         |
| 8005                           | 8605                           | 8555                           | 8755                           | 8785                           | 8655                           | 8505                           | 8105                           | 宝塚線                         | 能勢電鉄乗り入れ対応車         |
| 8006                           | 8606                           | 8556                           | 8756                           | 8786                           | 8656                           | 8506                           | 8106                           | 宝塚線                         | 能勢電鉄乗り入れ対応車         |
| 8007                           | 8607                           | 8557                           | 8757                           | 8787                           | 8657                           | 8507                           | 8107                           | 宝塚線                         | 能勢電鉄乗り入れ対応車         |
| 8008                           | 8608                           | 8558                           | 8758                           | 8788                           | 8658                           | 8508                           | 8108                           | 神戸線                         | シングルアームパンタグラフ     |
| Mc1                            | M2                             | T1                             | T2                             | T1                             | T2                             | M1                             | Mc2                            | 所属                           | 備考                           |
| 8020                           | 8620                           | 8570                           | 8770                           | 8670                           | 8790                           | 8520                           | 8120                           | 神戸線                         | 車番移設車                     |
| Mc1                            | Tc                             | Mc                             | M'                             | T                              | T                              | M                              | M'c                            | 所属                           | 備考                           |
| 8031                           | 8151 c                         | c 7006                         | 7506                           | 7566                           | 7576                           | 7606                           | 7106                           | 神戸線                         |                                |
| 8032                           | 8152 c                         | c 7017                         | 7517                           | 7517                           | 7517                           | 7617                           | 7117                           | 神戸線                         |                                |
| 8035                           | 8155 c                         | c 7023                         | 7523                           | 7763                           | 7773                           | 7623                           | 7123                           | 神戸線                         | くの字形前面タイプ             |
| Mc1                            | Tc                             | Mc                             | T                              | T                              | M'c                            | Mc                             | M'c                            | 所属                           | 備考                           |
| 8030                           | 8150 c                         | c 7024                         | 7654                           | 7684                           | 7124 c                         | c 7026                         | 7126                           | 宝塚線                         |                                |

| ← 石橋箕面 → | ← 石橋箕面 → | ← 石橋箕面 → | ← 石橋箕面 → | ← 石橋箕面 → | ← 石橋箕面 →                                  |
| Mc1          | Tc           | Mc1          | Tc           | 所属         | 備考                                          |
| ------------ | ------------ | ------------ | ------------ | ------------ | --------------------------------------------- |
| 8040         | 8190 c       | c 8041       | 8191         | 宝塚線       | くの字形前面タイプ シングルアームパンタグラフ |

| ← 梅田神戸三宮・宝塚 → | ← 梅田神戸三宮・宝塚 → | ← 梅田神戸三宮・宝塚 → | ← 梅田神戸三宮・宝塚 →                        |
| Mc1                    | Tc                     | 所属                   | 備考                                          |
| ---------------------- | ---------------------- | ---------------------- | --------------------------------------------- |
| 8033                   | 8153                   | 神戸線                 | くの字形前面タイプ                            |
| 8034                   | 8154                   | 宝塚線                 | くの字形前面タイプ                            |
| Mc1                    | Tc                     | 所属                   | 備考                                          |
| 8042                   | 8192                   | 宝塚線                 | くの字形前面タイプ シングルアームパンタグラフ |

### 2022年
2022年（令和4年）4月現在
| ← 大阪梅田／日生中央新開地・宝塚 → | ← 大阪梅田／日生中央新開地・宝塚 → | ← 大阪梅田／日生中央新開地・宝塚 → | ← 大阪梅田／日生中央新開地・宝塚 → | ← 大阪梅田／日生中央新開地・宝塚 → | ← 大阪梅田／日生中央新開地・宝塚 → | ← 大阪梅田／日生中央新開地・宝塚 → | ← 大阪梅田／日生中央新開地・宝塚 → | ← 大阪梅田／日生中央新開地・宝塚 → | ← 大阪梅田／日生中央新開地・宝塚 →                                                                               |
| Mc1                                | M2                                 | T1                                 | T2                                 | T2                                 | T1                                 | M1                                 | Mc2                                | 所属                               | 備考 |
| ---------------------------------- | ---------------------------------- | ---------------------------------- | ---------------------------------- | ---------------------------------- | ---------------------------------- | ---------------------------------- | ---------------------------------- | ---------------------------------- | --- |
| 8000                               | 8600                               | 8550                               | 8750                               | 8780                               | 8650                               | 8500                               | 8100                               | 神戸線                             | 「classic8000」神戸線車両（2020/11/23まで） 機器更新車 リニューアル車 「Memorial8000」神戸線車両（2021/10/14 - ) |
| 8001                               | 8601                               | 8551                               | 8751                               | 8781                               | 8651                               | 8501                               | 8101                               | 神戸線                             | |
| 8002                               | 8602                               | 8552                               | 8752                               | 8782                               | 8652                               | 8502                               | 8102                               | 神戸線                             | 「classic8000」神戸線車両（2020/11/27 - ）                                                                       |
| 8003                               | 8603                               | 8553                               | 8753                               | 8783                               | 8653                               | 8503                               | 8103                               | 神戸線                             | 車番移設車 |
| 8004                               | 8604                               | 8554                               | 8754                               | 8784                               | 8654                               | 8504                               | 8104                               | 宝塚線                             | 能勢電鉄乗り入れ対応車                                                                                           |
| 8005                               | 8605                               | 8555                               | 8755                               | 8785                               | 8655                               | 8505                               | 8105                               | 宝塚線                             | 能勢電鉄乗り入れ対応車                                                                                           |
| 8006                               | 8606                               | 8556                               | 8756                               | 8786                               | 8656                               | 8506                               | 8106                               | 宝塚線                             | 能勢電鉄乗り入れ対応車                                                                                           |
| 8007                               | 8607                               | 8557                               | 8757                               | 8787                               | 8657                               | 8507                               | 8107                               | 宝塚線                             | 能勢電鉄乗り入れ対応車                                                                                           |
| 8008                               | 8608                               | 8558                               | 8758                               | 8788                               | 8658                               | 8508                               | 8108                               | 神戸線                             | シングルアームパンタグラフ 機器更新車 リニューアル車                                                             |
| Mc1                                | M2                                 | T1                                 | T2                                 | T1                                 | T2                                 | M1                                 | Mc2                                | 所属                               | 備考 |
| 8020                               | 8620                               | 8570                               | 8770                               | 8670                               | 8790                               | 8520                               | 8120                               | 神戸線                             | 車番移設車 |
| Mc1                                | Tc                                 | Mc                                 | M'                                 | T                                  | T                                  | M                                  | M'c                                | 所属                               | 備考 |
| 8042                               | 8192 c                             | c 7001                             | 7501                               | 7561                               | 7571                               | 7601                               | 7101                               | 神戸線                             | 機器更新車 リニューアル車                                                                                        |
| 8032                               | 8152 c                             | c 7003                             | 7503                               | 7563                               | 7573                               | 7603                               | 7103                               | 神戸線                             | |
| 8035                               | 8155 c                             | c 7023                             | 7523                               | 7763                               | 7773                               | 7623                               | 7123                               | 神戸線                             | くの字形前面タイプ                                                                                               |
| Mc1                                | Tc                                 | Mc1                                | Tc                                 | Mc                                 | T                                  | T                                  | M'c                                | 所属                               | 備考 |
| 8040                               | 8190 c                             | c 8041                             | 8191 c                             | c 7024                             | 7654                               | 7684                               | 7124                               | 宝塚線                             | くの字形前面タイプ シングルアームパンタグラフ                                                                    |

| ← 大阪梅田神戸三宮・宝塚 → | ← 大阪梅田神戸三宮・宝塚 → | ← 大阪梅田神戸三宮・宝塚 → | ← 大阪梅田神戸三宮・宝塚 → |
| Mc1                        | Tc                         | 所属                       | 備考                       |
| -------------------------- | -------------------------- | -------------------------- | -------------------------- |
| 8030                       | 8150                       | 宝塚線                     |                            |
| 8031                       | 8151                       | 神戸線                     |                            |
| 8033                       | 8153                       | 神戸線                     | くの字形前面タイプ         |
| 8034                       | 8154                       | 宝塚線                     | くの字形前面タイプ         |

### 2024年
2024年（令和6年）10月現在
| ← 大阪梅田／日生中央新開地・宝塚 → | ← 大阪梅田／日生中央新開地・宝塚 → | ← 大阪梅田／日生中央新開地・宝塚 → | ← 大阪梅田／日生中央新開地・宝塚 → | ← 大阪梅田／日生中央新開地・宝塚 → | ← 大阪梅田／日生中央新開地・宝塚 → | ← 大阪梅田／日生中央新開地・宝塚 → | ← 大阪梅田／日生中央新開地・宝塚 → | ← 大阪梅田／日生中央新開地・宝塚 → | ← 大阪梅田／日生中央新開地・宝塚 →                                                    |
| Mc1                                | M2                                 | T1                                 | T2                                 | T2                                 | T1                                 | M1                                 | Mc2                                | 所属                               | 備考                                                                                  |
| ---------------------------------- | ---------------------------------- | ---------------------------------- | ---------------------------------- | ---------------------------------- | ---------------------------------- | ---------------------------------- | ---------------------------------- | ---------------------------------- | ------------------------------------------------------------------------------------- |
| 8000                               | 8600                               | 8550                               | 8750                               | 8780                               | 8650                               | 8500                               | 8100                               | 神戸線                             | 機器更新車 リニューアル車 「Memorial8000」車両                                        |
| 8001                               | 8601                               | 8551                               | 8751                               | 8781                               | 8651                               | 8501                               | 8101                               | 神戸線                             | 機器更新車 クーラー更新車 側窓上車番追加                                              |
| 8002                               | 8602                               | 8552                               | 8752                               | 8782                               | 8652                               | 8502                               | 8102                               | 神戸線                             | 「classic8000」神戸線車両 機器更新車                                                  |
| 8003                               | 8603                               | 8553                               | 8753                               | 8783                               | 8653                               | 8503                               | 8103                               | 神戸線                             | 機器更新車 リニューアル車                                                             |
| 8004                               | 8604                               | 8554                               | 8754                               | 8784                               | 8654                               | 8504                               | 8104                               | 宝塚線                             | 能勢電鉄乗り入れ対応車 機器更新車 リニューアル車 「Memorial8000」車両（2023/09/23 - ) |
| 8005                               | 8605                               | 8555                               | 8755                               | 8785                               | 8655                               | 8505                               | 8105                               | 宝塚線                             | 能勢電鉄乗り入れ対応車 機器更新車 クーラー更新車 側窓上車番追加                       |
| 8006                               | 8606                               | 8556                               | 8756                               | 8786                               | 8656                               | 8506                               | 8106                               | 宝塚線                             | 能勢電鉄乗り入れ対応車 機器更新車 リニューアル車                                      |
| 8007                               | 8607                               | 8557                               | 8757                               | 8787                               | 8657                               | 8507                               | 8107                               | 宝塚線                             | 能勢電鉄乗り入れ対応車 機器更新車 リニューアル車                                      |
| 8008                               | 8608                               | 8558                               | 8758                               | 8788                               | 8658                               | 8508                               | 8108                               | 神戸線                             | シングルアームパンタグラフ 機器更新車 リニューアル車                                  |
| Mc1                                | M2                                 | T1                                 | T2                                 | T1                                 | T2                                 | M1                                 | Mc2                                | 所属                               | 備考                                                                                  |
| 8020                               | 8620                               | 8570                               | 8770                               | 8670                               | 8790                               | 8520                               | 8120                               | 神戸線                             | 車番移設車 クーラー更新車 側窓上車番追加                                              |
| Mc1                                | Tc                                 | Mc                                 | M'                                 | T                                  | T                                  | M                                  | M'c                                | 所属                               | 備考                                                                                  |
| 8042                               | 8192 c                             | c 7001                             | 7501                               | 7561                               | 7571                               | 7601                               | 7101                               | 神戸線                             | くの字形前面タイプ シングルアームパンタグラフ リニューアル車                          |
| 8032                               | 8152 c                             | c 7003                             | 7503                               | 7563                               | 7573                               | 7603                               | 7103                               | 神戸線                             | クーラー更新車 側窓上車番追加                                                         |
| 8035                               | 8155 c                             | c 7023                             | 7523                               | 7763                               | 7773                               | 7623                               | 7123                               | 神戸線                             | くの字形前面タイプ クーラー更新車                                                     |
| Mc1                                | Tc                                 | Mc1                                | Tc                                 | Mc                                 | T                                  | T                                  | M'c                                | 所属                               | 備考                                                                                  |
| 8040                               | 8190 c                             | c 8041                             | 8191 c                             | c 7024                             | 7654                               | 7684                               | 7124                               | 宝塚線                             | くの字形前面タイプ シングルアームパンタグラフ クーラー更新車 側窓上車番追加           |

| ← 石橋阪大前箕面 → | ← 石橋阪大前箕面 → | ← 石橋阪大前箕面 → | ← 石橋阪大前箕面 → | ← 石橋阪大前箕面 → | ← 石橋阪大前箕面 →                                             |
| Mc1                | Tc                 | Mc1                | Tc                 | 所属               | 備考                                                           |
| ------------------ | ------------------ | ------------------ | ------------------ | ------------------ | -------------------------------------------------------------- |
| 8030               | 8150 c             | c 8034             | 8154               | 宝塚線             | 8030Fはクーラー更新車 8034Fはくの字形前面タイプ 側窓上車番追加 |

| ← 大阪梅田神戸三宮 → | ← 大阪梅田神戸三宮 → | ← 大阪梅田神戸三宮 → | ← 大阪梅田神戸三宮 →                             |
| Mc1                  | Tc                   | 所属                 | 備考                                             |
| -------------------- | -------------------- | -------------------- | ------------------------------------------------ |
| 8031                 | 8151                 | 神戸線               | 8031のみ車番移設 クーラー更新車 側窓上車番追加   |
| 8033                 | 8153                 | 神戸線               | くの字形前面タイプ クーラー更新車 側窓上車番追加 |